# Атлантская кампания
Атла́нтская кампа́ния (англ. Atlanta Campaign) — серия сражений на Западном театре Гражданской войны в Соединённых Штатах Америки летом 1864 года. В ходе кампании федеральная армия (армия Севера) генерала Уильяма Шермана успешно наступала от Чаттануги через северо-запад штата Джорджия. Теннессийская армия генерала Джонстона (армия Юга) отступала к Атланте и после ряда сражений покинула город. Падение Атланты в значительной мере повлияло на переизбрание президента США Авраама Линкольна на президентских выборах 1864 года.
В марте 1864 года командование войсками на Западе принял Уильям Шерман. В начале мая он начал наступление на Атланту одновременно с началом наступления Улисса Гранта на Ричмонд (Оверлендской кампанией). Он сумел обойти позиции генерала Джозефа Джонстона у Долтона, оттеснить его к Ресаке, потом обойти его позицию у Ресаки и заставить отступать за реку Устанола. Джонстон отступил к Адэрсвиллу, а затем ещё дальше, к позициям на горе Кеннесо. Штурм позиций на этой горе не удался, и тогда Шерман снова обошёл Джонстона с фланга, поэтому тот отвёл армию за реку Чаттахучи. Нерешительность Джонстона и отсутствие у него явного плана обороны привели к тому, что 17 июля он был снят с поста командующего Теннессийской армией и его место занял Джон Белл Худ. Он сразу атаковал противника на реке Пичтри-Крик, но из-за нерешительности корпуса Харди не смог добиться желаемого результата. 22 июля он снова атаковал противника к востоку от Атланты, но и на этот раз его сил оказалось недостаточно. После этого сражения Шерман передвинул часть войск к западу от города, и Худ снова попытался атаковать фланг противника у Эзра-Чёрч, но атака началась раньше времени и была отбита. После этого Шерман сделал несколько попыток продлить свой фланг до железной дороги, соединяющей Атланту с тылом, но потерпел неудачу. С 9 по 14 августа он обстреливал город из осадной артиллерии, что также не дало желаемого результата. После этого Шерман был вынужден начать обход Атланты с запада силами всей своей армии. Ему удалось выйти к Мейконской железной дороге у города Джонсборо, где его передовой корпус был атакован корпусом Харди. Харди был отбит с тяжёлыми потерями, железная дорога потеряна, и по этой причине 2 сентября 1864 года Худ приказал эвакуировать Атланту.
После утраты Атланты генерал Худ увёл армию на север и стал нападать на коммуникации Шермана. Тот преследовал его некоторое время, но потом вернулся в Атланту и начал наступление на восток, известное как «марш к морю». Худ вступил с армией в Теннесси, что стало началом Франклин-нэшвиллской кампании.

## Предыстория

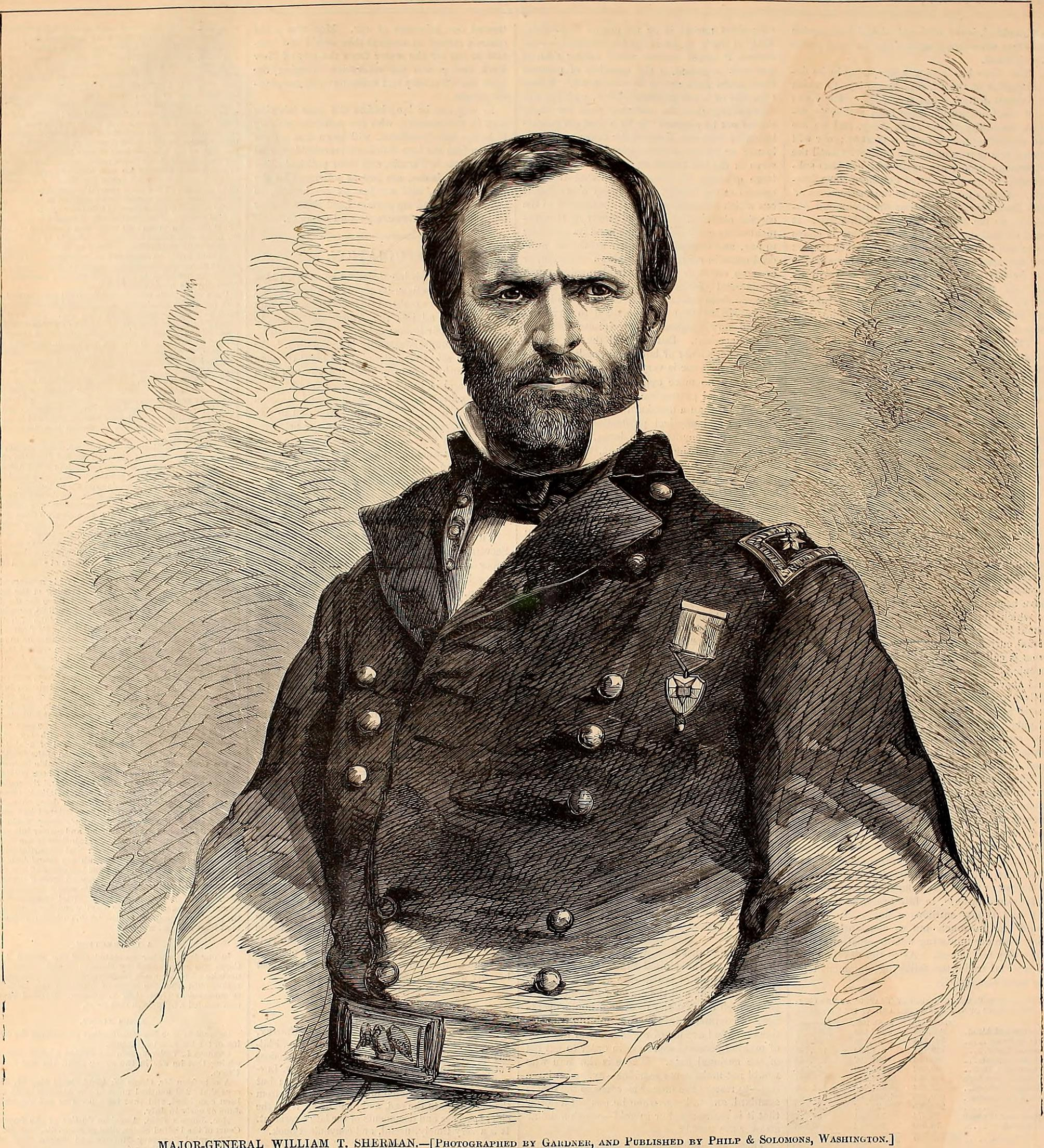
Уильям Шерман, гравюра 1865 года

Осенью 1863 года Теннессийская армия Юга была разбита в сражении при Чаттануге, что стало тяжёлым ударом по репутации её командира Брэкстона Брэгга. 28 ноября он подал в отставку. Армию временно возглавил Уильям Харди, а в декабре командование было поручено Джозефу Джонстону, хотя правительство Конфедерации считало его слишком нерешительным и склонным к отступлениям. 18 декабря он получил известие о своём назначении, сдал Миссисипский департамент генералу Полку и прибыл в Долтон в расположение армии. Ему было велено вернуть армии веру в успех и постараться атаковать противника при первой возможности. Но у Джонстона было недостаточно сил для наступления, поэтому он рассчитывал дать оборонительное сражение, чтобы в случае успеха перейти в наступление. Так как местность у Долтона не давала ему никаких преимуществ, он считал разумным отступить за реку Устанола к Кэлхуну, но так как это повредило бы боевому духу армии, он остался у Долтона.
Грант желал начать вторжение в Джорджию и Алабаму как можно раньше, например, зимой 1863—1864 года, но армии требовалось восстановить силы после кампании 1863 года. Не было ещё налажено снабжение, и армия жила на половинных рационах. Другим препятствием было присутствие корпуса Джеймса Лонгстрита в Теннесси. Он насчитывал всего 12 000 человек, но Грант полагал, что корпус гораздо больше, и может быть усилен подкреплениями из Вирджинии. Грант опасался, что Лонгстрит сможет атаковать Ноксвилл и выйти в тылы федеральной армии. Беспокойство Гранта вызывал и правый фланг его армии около Мемфиса и Виксберга. Если Грант бросит всю армию на Атланту, то южане смогут из Миссисипи атаковать западный Теннесси и оттуда перерезать его коммуникации. Чтобы устранить эту опасность, Грант приказал вторгнуться в Миссисипи и пройти этот штат до городка Меридиан. Командование этой операцией было поручено генералу Уильяму Текумсе Шерману.

### Боевые действия в феврале 1864 года
3 февраля 1864 года Шерман выступил из Виксберга во главе армии размером в 26 000 человек и начал рейд на Меридиан. Его противником был генерал Леонидас Полк, силы которого был разбросаны по всему штату. Уже 5 февраля Шерман занял Джексон, а через три дня захватил станцию Мортон. Только к 11 февраля Полк осознал, что Шерман идёт на Меридиан. 14 февраля Шерман вошёл в Меридиан, но южане успели вывезти всё ценное. Шерман простоял в Меридиане 5 дней, успев за это время сравнять городок с землёй, после чего отправился обратно в Виксберг.
Наступление Шеридана должна была поддержать кавалерия Уильяма Смита, но Смит отстал от графика, а затем столкнулся с кавалерией Натана Бедфорда Форреста. Форрест смог затормозить рейд Смита, а 22 февраля разбил его в сражении при Околоне, несмотря на тройное численное превосходство противника. 26 февраля остатки отряда Смита вернулись в Мемфис.
В это время войска генерала Томаса вели перестрелку с южанами около Долтона. Томас обнаружил, что позиция южан в ущелье Баззард-Раст почти неприступна. С другой стороны, федеральная кавалерия изучила хребет Роки-Фейс и ненадолго захватила ущелье Даг-Гэп. Вскоре было обнаружено ещё одно ущелье, Снейк-Крик-Гэп, которое позволяло выйти в тыл армии Джонстона у Ресаки.

### Переназначение Гранта

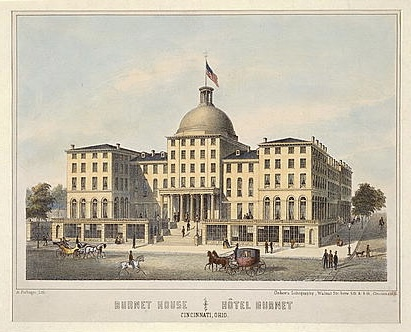
Отель Бёрнет-Хаус в 1850-е годы

Днём 3 марта Грант получил телеграмму, вызывающую его в Вашингтон. 9 марта он встретился с президентом и членами кабинета. Ему вручили приказ о присвоении звания генерал-лейтенанта и поручили взять Ричмонд, так как «наши генералы не вполне удачливы на этом направлении». Грант отправился в штаб Потомакской армии, где принял решение остаться на востоке, а операции на Западе перепоручить Шерману. Затем он отправился в Вашингтон, а оттуда в Нашвилл. 14 марта Шерман был вызван в Нашвилл, куда прибыл 17 марта. 18 марта Шерман официально принял командование военным округом Миссисипи и переговорил с Грантом. На следующий день они отправились в Цинциннати, где остановились в отеле Бёрнет-Хаус. Здесь они согласовали план кампании: Грант должен был наступать на Ричмонд, а Шерман должен был разбить армию Джонстона и взять Атланту. Предполагалось наступать одновременно, чтобы южане не могли перебрасывать войска с фронта на фронт. Важно было сломить сопротивление противника до осенних президентских выборов.
На следующий день Грант отбыл в Вашингтон, а Шерман в Нашвилл. Много лет спустя Шерман снова оказался в Цинциннати в Бёрнет-Хаус в компании ветеранов и репортёров, показал им комнату, где они с Грантом разговаривали в 1864 году, и сказал: «Вот где началась кампания… мы окончательно согласовали план. Он должен был идти на Ли, а я на Джо Джонстона. Таков был его план. И это было начало конца, как Грант и я тогда предполагали».

### План кампании
...слишком многое зависело теперь от того, чтобы жизнь в Джорджии шла без перебоев. Этот не разорённый ещё штат был для Конфедерации и огромной житницей, и механической мастерской, и вещевым складом. Он поставлял почти все вооружение и порох для армии и почти весь хлопок и шерстяные изделия. Между Атлантой и Далтоном находился город Ром с его литейными и другими промышленными предприятиями, а также Итова и Аллатуна с самыми большими чугунолитейными заводами к югу от Ричмонда. Да и в Атланте изготовлялось не только оружие, снаряды, седла и походные палатки — здесь были расположены и самые крупные прокатные станы Юга, все основные железнодорожные депо и огромное число госпиталей.
4 апреля генерал Грант прислал Шерману инструкции относительно грядущей кампании. Он велел «выступить против армии Джонстона, разбить её и продвинуться внутрь вражеской территории, так далеко, как только возможно, и нанести их военным ресурсам такой урон, какой только возможен». 10 апреля Шерман описал Гранту свой план действий, при этом изменив дух данных ему указаний. Он собрался сделать в первую очередь то, что Грант предполагал делать во вторую: то есть, проникнуть внутрь вражеской территории. Вместо того, чтобы разбивать армию Джонстона, он собирался лишь оттеснить её на юг к реке Чаттахучи, а затем напасть на Атланту. Таким образом, целью кампании оказалась Атланта, а не армия Джонстона.
Шерман пошёл на это изменение сути плана отчасти потому, что не любил сражения, которые считал опасными и непредсказуемыми. Основную же причину он изложил в письме Макферсону 24 апреля: он писал, что его миссия вторична по отношению к наступлению Гранта на Ричмонд. Он не хотел рисковать, пытаясь разбить Джонстона, а намеревался всего лишь связать его, не давая возможности прийти на помощь армии генерала Ли. Он обещал Гранту, что создаст Джонстону столько проблем, что тот не сможет переправить никаких войск против Гранта. И хотя Шерман явно отклонился от инструкций Гранта, сам Грант в письме 19 апреля никак это не прокомментировал, и даже уточнил, что нельзя позволить Джонстону уйти на усиление Ли, а он, Грант, не даст Ли возможности помочь Джонстону.
Для достижения этой цели Шерман считал необходимым иметь 70-дневный запас пищи для 100 000 человек и 35 000 лошадей.
Шерман надеялся, что к его армии успеют присоединиться две дивизии, которые под командованием генерала Смита участвовали в экспедиции на Ред-Ривер, но 20 апреля пришло известие о разгроме Бэнкса под Мансфилдом (8 апреля), и стало понятно, что тот не сможет передать Шерману подкрепления. 21 апреля Грант написал Шерману, что на дивизии Смита рассчитывать не стоит.
Южане стали догадываться о планах Шермана уже в начале апреля: 6 апреля Натан Форрест написал Джонстону, что по его мнению, противник «концентрирует все доступные силы против генерала Ли и вас». В качестве противодействия он предлагал сконцентрировать кавалерию и атаковать коммуникации противника у Нашвилла.

### Реорганизации армии Шермана

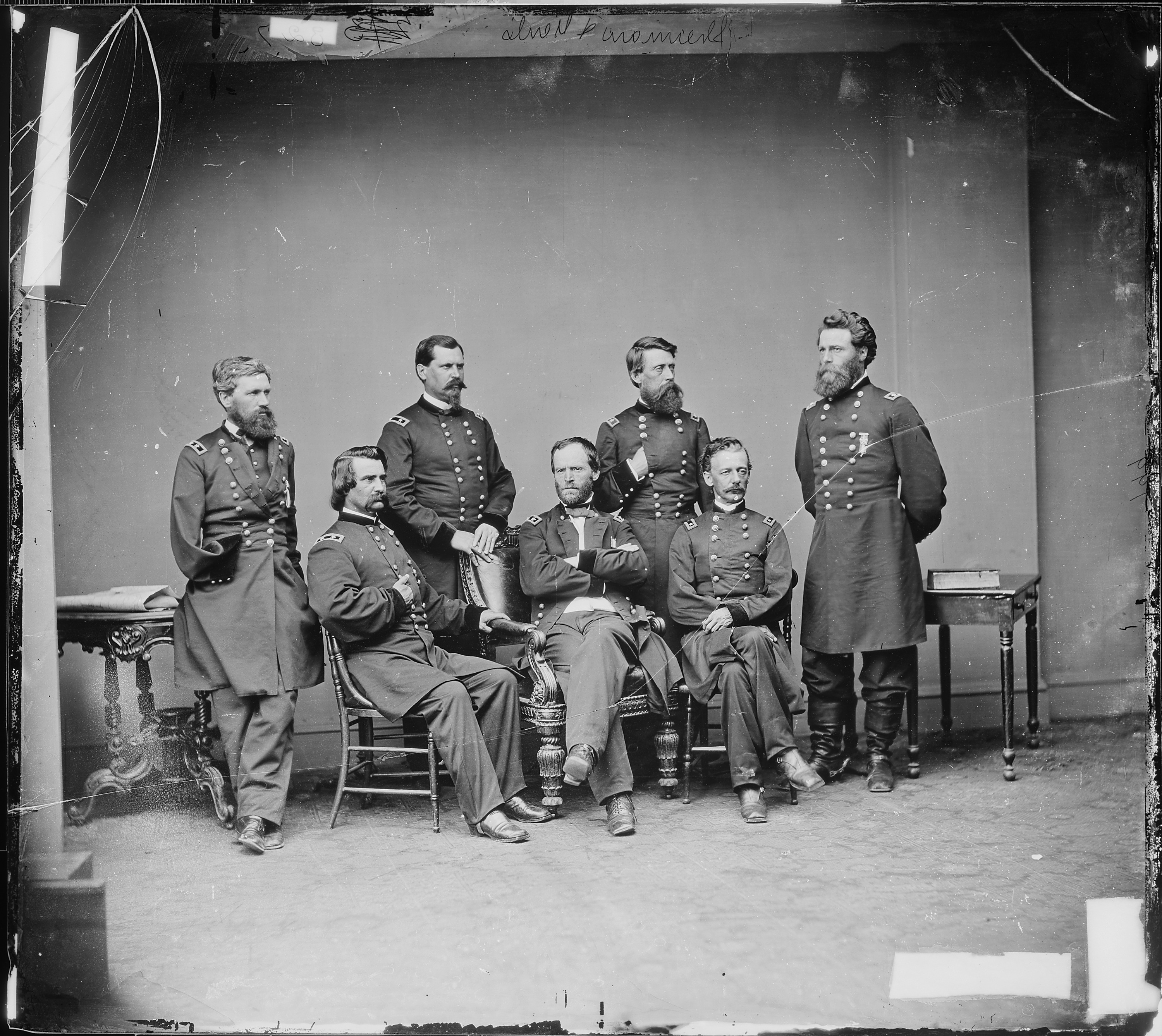
Шерман и его офицеры: Ховард, Хэйзен, Дэвис и Уовер (стоят), Логан, Шерман и Слокам (сидят)

В начале апреля Шерман запросил у Гранта разрешения на реорганизацию армии. Он предлагал переформировать Огайскую армию Скофилда в три пехотных дивизии и одну кавалерийскую дивизию, которую поручить Джорджу Стоунману. Камберлендскую армию он предлагал переформировать из четырёх корпусов в три корпуса, сведя XI и XII корпуса в один, ХХ корпус. Генерала Оливера Ховарда предлагалось назначить командиром IV корпуса, а во главе XV корпуса вместо генерала Палмера поставить Дона Карлоса Бьюэла «или иного подходящего офицера». Шерман надеялся, что в таком виде армия будет более единой, и избежит внутренних конфликтов.
В те дни XI и XII корпусами командовал генерал Джозеф Хукер. Грант не любил его со времён сражений под Чаттанугой и хотел от него избавиться, а Шерман не любил его ещё со времён Мексиканской войны и тоже был готов уволить его и армии, но к Хукеру хорошо относился президент Линкольн, поэтому Шерман мог только свести два корпуса в один: тем самым Хукер превращался в обычного корпусного командира. Это так же решало проблему конфликта между командирами этих корпусов: Ховардом и Слокамом. Они не любили друг друга, и так же не любили Хукера. В итоге Линкольн и Грант одобрили решение Шермана: два корпуса были сведены в ХХ корпус, Ховард стал командиром IV корпуса вместо Гордона Гренджера, а Слокам возглавил Виксбергский департамент. Хукер был фактически понижен в должности, но он одобрил это решение, поскольку теперь командовал крупнейшим корпусом армии, размером в 25 000 человек, и получил шанс проявить себя в грядущей кампании. Ховард тоже был доволен: IV корпус был крупнее XI, и Ховард был рад избавиться от воспоминаний о разгроме корпуса под Чанселорсвиллом.
Планы поставить генерала Бьюэла во главе XIV корпуса не осуществились. Бьюэлл не желал подчиняться Гранту и Шерману и подал в отставку. Палмера пришлось оставить во главе корпуса, хотя он уже устал от внутренних конфликтов и мечтал уволиться из армии, чтобы вернуться к семье.
В результате Шерман получил армию общей численностью 110 000 человек, из которых 99 000 были, по его формулировке, «пригодны для наступления». Основу этой армии составляла Камберлендская армия генерала Джорджа Томаса, которая насчитывала 73 000 человек при 130 орудиях. Второй по размеру была Теннессийская армия Джорджа Макферсона, которая была ослаблена на три дивизии (они были переведены в Луизиану и Миссисипи) и насчитывала всего 24 500 человек при 96 орудиях. Южане иногда называли её «корпусом Макферсона». Третьей была Огайская армия Скофилда, которая фактически состояла из одного XXIII корпуса и насчитывала 11 362 пехотинца при 28 орудиях. Армия Скофилда была не только самой маленькой, но и наименее опытной, поскольку её полки никогда не участвовали в крупных сражениях. Средний полк Шермана имел размер 300−500 человек, бригада 1 000−1 500, а дивизия 4 000−6 000. Артиллерия Шермана была намеренно сокращена, чтобы повысить мобильность армии. Слабым местом армии была её кавалерия: 6 000 в боеготовности и 6 000 в процессе организации. Фактически Шерман сам командовал своей кавалерией, при том что он не любил этот род войск и не очень понимал его принципы.
См. также: Армия Шермана в первой фазе Атлантской кампании

### Состояние армии Джонстона
7 апреля президент Дэвис приказал корпусу Лонгстрита отправиться на восток, на соединение с Северовирджинской армией. Это означало, что теперь Шерман может наступать на Атланту, не опасаясь атаки с фланга. Генерал Джонстон не знал о переводе Лонгстрита. Правительство требовало от него наступления, но Джонстон желал прежде получить подкрепления. 13 апреля его адъютант, Бенжамин Юэлл, прибыл в Ричмонд и объяснил президенту позицию генерала. Было решено, что Джонстон начнёт наступление, когда получит усиления размером в 15 000 человек, но затем это решение было пересмотрено, и было решено передать Джонстону только 4000 человек. Дэвис решил, что основной удар противник нанесёт в Вирджинии, и не верил, что северяне смогут наступать на двух направлениях одновременно. Соответственно, ему казалось, что Атланте ничего не угрожает. Кроме того, он не верил Джонстону, считал его слишком пассивным, и ему казалось, что любое подразделение, переданное Джонстону, будет стоять без дела.
19 апреля Джонстон устроил смотр своей армии около Долтона. Теннесийская армия на тот момент состояла из корпуса Уильяма Харди (4 дивизии) и корпуса Джона Худа (3 дивизии), общей численностью 41 279 человек. Ещё примерно 8 000 человек насчитывали нестроевые. Пехотная дивизия в среднем насчитывала 5 000 или 7 000 человек, что было несколько больше, чем в средней федеральной дивизии. Дивизия обычно состояла из четырёх бригад, каждая по 1500 человек. Численность полка редко превышала 300 человек.
Примерно половина пехотинцев юга была вооружена винтовками Энфилда и Спрингфилда (их было особенно много в корпусе Харди), примерно равными по качеству и по калибру. Остальные пехотинцы были вооружены Миссисипской винтовкой калибра .54, или мушкетом с нарезкой калибра .69, или даже гладкоствольными ружьями. Последние были эффективны в ближнем бою, особенно при использовании дроби.
В Теннессийской армии в конце апреля служили 3227 артиллеристов, имелось 144 орудия, сведённых в 34 батареи. Артиллерия юга по качеству уступала федеральной. Например, 12-фунтовый Наполеон южан был тяжелее федерального и менее мобильным. Федеральная артиллерия обычно была более точной и более дальнобойной. Южане могли рассчитывать только на то, что густые леса и неровности рельефа помешают противнику эффективно использовать свою артиллерию. Некоторое преимущество Югу давало наличие примерно сотни нарезных 12-фунтовых орудий Уитворта.
Кавалерия Джонстона была слаба: всего 2400 человек были пригодны к боевым действиям. Однако кавалерийские командиры обычно превосходили федеральных качеством, и здесь особенно выделялся генерал Джозеф Уиллер. Он был способным, опытным командиром, и именно такого командира не хватало Шерману.
См. так же: Теннессийская армия в первой фазе Атлантской кампании

## Кампания

### Выдвижение Шермана

Карта Атлантской кампании

25 апреля Грант написал Шерману, что тому желательно начать наступать 2 мая. В полдень 28 апреля Шерман отправился на поезде в Чаттанугу, перед этим сказав своему квартирмейстеру: «Я начну наступать на Джо Джонстона в тот день, когда Грант сообщит, что идёт бить Бобби Ли. И если вы не обеспечите нас продовольствием сейчас и впоследствии, то мы сожрём ваших мулов, сэр — мы сожрём мулов!». Он так же приказал генералам Стёрджису и Уошбёрну сдерживать кавалерию Форреста, чтобы она не помешала наступлению федеральной армии на Джонстона. Утром 29 мая Шерман был в Чаттануге, где его застала телеграмма от Гранта с разрешением наступать 5 мая. Днём 30 апреля Шерман поднимался на скалы горы Лукаут-Маунтин для рекогносцировки.
В последний момент Шерман поменял планы. Первоначально он собирался отправить корпус Макферсона в наступление на город Ром и оттуда в тыл Джонстону, но без усилений от армии Бэнкса силы Макферсона были слишком малы для такой операции. Шерман отменил наступление на Ром и вместо этого велел Макферсону идти из Чаттануги на Вилланау и затем к ущелью Снейк-Крик, пройти в тыл Джонстону у Ресаки, разрушить там железную дорогу и отступить назад. Это заставит Джонстона отступать за Устанолу, и тогда его можно будет атаковать на переправе всеми корпусами армии. Таким образом, сначала он намеревался оттеснить Джонстона к Атланте, но теперь, когда его сил оказалось меньше ожидаемых, он решил разбить его в одном сражении.
4 мая корпус Ховарда подошёл к Катуза-Спрингс. 5 мая Огайская армия вступила в Джорджию у Ред-Клей, в 15 милях севернее Долтона. Корпус Палмера двигался к Рингольту. XX корпус Хукера прошёл через поле боя при Чикамоге и встал правее Палмера. XV и XVI корпуса впоследствии прошли тем же путём через Чикамогское поле. Сам Шерман 5 мая прибыл в Рингольт, где узнал, что Макферсон отстаёт от графика: тот только к ночи 6 мая добрался до мельницы Ли и Гордона, а его обозы отставали на целый день. Несмотря на это Шерман решил начать атаковать Джонстона и для начала захватить Туннель-Хилл. Утром 2 мая Камберлендская армия стояла под Рингольтом, Теннссийская армия около Чикамоги, а Огайская армия на границе Джорджии, в Ред-Клей.

### Сражение при Роки-Фейс-Ридж
7 мая позиции противников были разделены хребтом Роки-Фейс-Ридж, сквозь который проходила железная дорога по ущелью Баззард-Раст. Утром войска генерала Томаса подошли к ущелью и заняли Туннель-Хилл. Затем два дня Томас проводил отвлекающие манёвры, атакуя хребет, и даже сумел ненадолго захватить один перевал. 9 мая Скофилд приблизился к Долтону с севера. Макферсон между тем 8 мая подошёл к ущелью Снейк-Крик, отбросил бригаду кавалерии и захватил ущелье, завершив тем самым один из величайших маршей той войны (по формулировке Р. Макмёрри). 9 мая он подошёл на милю к Ресаке, но обнаружил, что противник уже закрепился у Ресаки, и атаковать его опасно, потому что можно попасть под фланговый удар с севера, со стороны Долтона. Макферсон отступил к ущелью Снейк-Крик.
10 мая Шерман оставил IV корпус Ховарда на северном направлении, а весь XX корпус Хукера отправил на усиление Макферсона, затем туда же направил XIV корпус Палмера, при котором находился генерал Томас. Скофилду было приказано двигаться в том же направлении. 12 мая все корпуса армии, кроме корпуса Ховарда, начала двигаться от Снейк-Крик к Ресаке. Макферсон шёл в авангарде, перед ним следовала кавалерийская дивизия Джадсона Килпатрика. Перед Ресакой Килпатрик столкнулся с кавалерией Уилера, оттеснил её, но при этом получил ранение и покинул поле боя. Макферсон подступил к Ресаке, упираясь правым флангом в реку Устанола. Той же ночью Джонстон оставил Долтон и начал отступать к Ресаке. Так как он пользовался хорошими дорогами, то ему удалось быстро отступить в укрепления под Ресакой и избежать окружения.
Ещё ранее, при первых признаках наступления Шермана, Джонстон попросил Брэгга усилить его Миссиссипской армией Полка. Брэгг приказал Полку передать дивизию Лоринга на усиление Джонстона, но тот, по совету президента, отправился в Джорджию сам со всеми своими войсками. В его распоряжении было 10 000 пехоты и 4 000 кавалерии, и с этими силами он прибыл в Ресаку к вечеру 11 мая. «Я запрашивал дивизию, а вы пришли сами и со всей своей армией!», сказал Полку Джонстон. Таким образом, к утру 13 мая Джонстон имел уже три корпуса (Харди, Худа и армию Полка) под Ресакой.
Рано утром 13 мая федеральная дивизия Стенли прошла ущелье Баззард-Раст и вошла в город Долтон. В 09:00 генерал Ховард телеграфировал Томасу, что он занял Долтон и готовится наступать на Ресаку. Так как железная дорога до Долтона не была повреждена, он решил основать там склад, а в полдень выдвинулся на Ресаку, хотя не верил, что южане примут там бой. Шерман думал, что противник ещё только движется на Ресаку и можно успеть отрезать его от этого города. Но Шерман не учёл плохое состояние дорог: к 10:00 кавалерия Килпатрика атаковала Ресаку с запада, но была отбита и сам Килпатрик был ранен в этом бою. Тогда был развёрнут XV корпус Логана, усиленный двумя дивизиями, и в 13:00 он начал наступление. К 16:30 люди Логана оттеснили противника с передовых позиций и вышли к основной оборонительной линии. К концу дня XV корпус стоял на правом фланге армии, левее размещался XX корпус Баттерфилда, а ещё левее XIV корпус Палмера. Остальные корпуса ещё двигались к Ресаке.

### Сражение при Ресаке
14 мая в 11:00 к Ресаке прибыл корпус Ховарда, и тогда Шерман приказал дивизиям Кокса, Джуда, Бэйрда и Джонсона атаковать правый фланг противника. Эта атака была плохо скоординирована и прекратилась в 15:00, не дав результатов. Тогда Шерман ввёл в действие артиллерию, которая нанесла существенный ущерб позициям южан. Повторная атака могла бы увенчаться успехом, но Шерман не спешил, ожидая, что его кавалерия переправится через Устанолу и отрежет противнику пути отступления. Между тем генерал Джонстон заметил, что на крайнем левом фланге Шермана стоит дивизия Дэвида Стенли, и в 16:00 приказал Джону Худу атаковать её, разбить, и занять дорогу Ресака-Тилтон. Худ послал в бой дивизии Стюарта и Стивенсона. В 17:00 они начали наступление и быстро обратили в бегство дивизию Стенли, но попали под огонь шести орудий батареи Симонсона, а затем на поле боя пришла дивизия Альфеуса Уильямса, которую привёл лично генерал Хукер. В последний момент она успела спасти батарею. Дивизия Стивенсона отошла на исходные позиции, как и дивизия Стюарта, которая не успела принять участия в бою. Чтобы помочь Худу, генерал Джонстон перебросил несколько подразделений с левого фланга, что было замечено командованием XV корпуса, которое послало в атаку две бригады: они захватили высоту на участке корпуса Полка. Это стало единственным успехом федеральной армии в тот день. В этот же день небольшой отряд дивизии Патрика Суини сумел переправиться на южный берег Устанолы, но из-за ложного донесения о приближении крупных сил противника он отступил назад за реку.
С полуночи до утра 15 мая Шерман составлял приказы на день. Он никак не воспользовался успехом XV корпуса и не видел преимуществ от переправы Суини через Устанолу. Он приказал Ховарду и Хукеру наступать с севера на Ресаку, а артиллерии Макферсона велел обстреливать железнодорожный мост, чтобы не дать противнику отвести войска за реку. Наступление началось в 13:00; Ховард атаковал позицию дивизии Хайндмана, но был отбит, при этом был ранен генерал Август Виллих. Атака Хукера тоже была отбита с большими потерями, добившись лишь незначительного успеха силами полка полковника Бенджамина Гаррисона. Этот успех вдохновил Джонстона на мысль провести атаку левого фланга противника. Эта атака почти началась в 16:00, но тут пришли известия, что правый фланг федералов перешёл через Устанолу и угрожает тылам армии Джонстона. Атаку не успели отозвать, и она началась, но была отбита. В это время Суини действительно перешёл Устанолу, но не стал развивать успех, полагая, что пред ним находится целая дивизия противника.
На закате Джонстон сообщил своим дивизионным командирам, что армии придётся отступить за реку, поскольку противник вышел ей в тыл и угрожает Кэлхуну и железной дороге на Атланту. Он описал им последовательность отступления, а позже выдал письменные приказы. Армии предстояло перейти реку по железнодорожному мосту и иным мостам, после чего разобрать все мосты. На позициях пришлось оставить четыре 12-фунтовых орудия. Отступление началось в полночь. К 03:30 армия полностью отошла за реку и подожгла мосты. Северяне не заметили отступления и не обстреливали мосты, хотя такой обстрел мог бы создать большие проблемы. Только в 03:00 было замечено, что траншеи пусты, и тогда северяне начали продвигаться к Ресаке, но застали мосты уже горящими. «Сражение при Ресаке завершилось, и с ним завершилась первая фаза кампании», писал Альберт Кэстел.

### Наступление к Этове
Войска Джонстона оказали отчаянное сопротивление у Резаки и снова отразили атаку янки, но Шерман повторил свой фланкирующий манёвр, обошёл противника, взяв его в полукольцо, переправился через реку Оостанаула и создал угрозу железнодорожной линии в тылу у конфедератов. И снова серые мундиры спешно покинули свои красные глиняные окопы, чтобы отстоять железнодорожное полотно, и, усталые, измотанные боями, переходами, недосыпанием и как всегда голодные, совершили ещё один быстрый бросок в глубь долины.
После эвакуации Ресаки генерал Джонстон должен был решить, как действовать дальше. Он мог бы атаковать Шермана на переправе через Устанолу, но его армия была слишком измотана маршами и боями для такой операции. Он мог бы отступить на восток, в Алабаму, а если бы Шерман пошёл на Атланту, у Джонстона была бы возможность прорваться в Теннесси и Кентукии. Но правительство Конфедерации не позволило бы ему жертвовать Атлантой. Он выбрал третий вариант: отступать к Атланте, пока не найдётся выгодная оборонительная позиция, которая бы уравновесила неравенство сил. Сначала он надеялся найти такую позицию у Кэлхуна, но местность там оказалась неудобна для обороны, поэтому 17 мая в 13:00 армия продолжила отступление. Теперь Джонстон решил занять узкую долину под Адэрсвиллом.
Шерман в тот день тоже двигался к Адэрсвиллу. Он сообщил в Вашингтон, что противник отходит за Этову к Аллатуне, и если надумает обороняться, то только где-то у Кингстона. Он писал, что ожидает крупное сражение, похожее на первые бои Оверлендской кампании Гранта. 17 мая IV корпус Ховарда прошёл Кэлхун и двинулся дальше, но кавалерия Уилера так эффективно тормозила его, что корпус продвигался крайне медленно. Только в конце дня бригада полковника Шермана вышла к позициям южан под Адэрсвиллом. Ховард приказал полковнику атаковать и произошло сражение при Адэрсвилле, которое не дало Ховарду ничего, кроме потерь. Ховард развернул для атаки весь свой корпус, но в это время генерал Томас велел ему отложить атаку до утра. Армия была ещё разбросана по дорогам: два корпуса Макферсона стояли в 8 милях от Адэрсвилла, XIV и XX корпуса находились ан таком же расстоянии, а XXIII корпус ещё дальше. Шерман не верил, что Джонстон готов дать бой у Адэрсвилла, но начал стягивать туда вся свою армию.

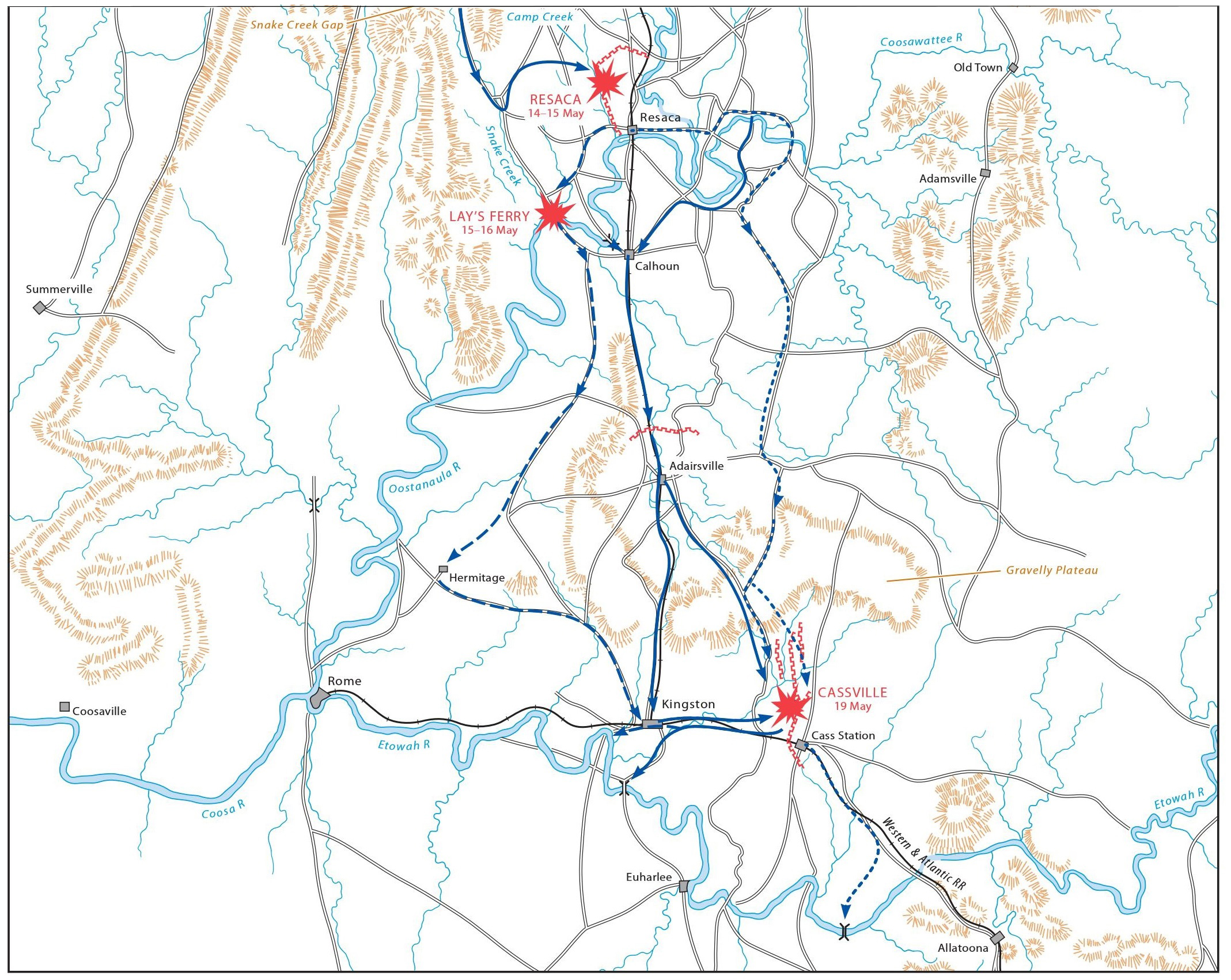
Наступление Шермана к реке Этова

Джонстон между тем изменил планы. Долину под Адэрсвиллом оказалась слишком широка для его армии. Он получил подкрепления в виде кавалерийской дивизии Уильяма Джексона и одной пехотной бригады, но и этого было недостаточно. Когда стемнело, Джонстон начал отход, оставив дивизию Бенжамина Читема для сдерживания противника. Корпусам Худа и Полка было велено наступать по дороге на Кэссвилл, а корпусу Харди предлагалось идти на Кингстон (чтобы не перегружать дорогу), а оттуда повернуть к Кэссвиллу. Это вынудит федеральную армию разделиться, и к Кэссвиллу выйдет только её часть, что даёт Джонстону шансы на победу. Корпусные командиры Джонстона одобрили этот план. Одновременно пришли известия, что Форрест 20 мая выступит в Теннесси с большим отрядом кавалерии.
Весь день 17 мая шёл дождь, который к утру 18-го сменился густым туманом. Северяне обнаружили, что противник покинул позиции и вскоре IV корпус вошёл в Адэрсвилл. Прежде это был городок с населением в 300 человек, в котором была фабрика по производству винтовок. Шерман решил, что противник отступает к Кингстону, и велел армии двигаться в том же направлении и атаковать там противника утром 19-го. Но только IV и XIV корпуса смогли выполнить этот приказ. Вечером пришло донесение от Хукера, корпус которого прошёл полпути до Касвилла. Он сообщил. что по данным его разведки, противника нет у Кингстона, а он занимает позиции под Кэсвеллом, у реки Этова. Но Шерман не поверил этому донесению: дорога на Кингстон содержала явные следы большой армии, поэтому он решил что под Касвиллом присутствует лишь небольшой отряд, охраняющий обоз. В 20:30 пришло донесение об обнаружении пехоты южан под Кингстоном, и о том, что город Ром полностью покинут противником.
18 мая вся армия Джонстона стояла на рубеже реки Ту-Ран-Крик северо-западнее Кэссвилла. Корпус Худа стоял на правом флаге, корпус Полка размещался в центре поперёк Адэрсвиллской дороги, а корпус Харди находился на правом флаге, перекрывая дорогу на Кингстон. Армия насчитывала 70 000 или 74 000 человек; никогда ранее южанам не удавалось собрать на западе армию такого размера. Джонстон знал, что три корпуса противника движутся от Адэрсвилла на Касвелл. На вечернем совещании с корпусными командирами Худ, Полк и Харди предложили двинуть армию вперёд и атаковать противника, но Джонстон отклонил предложение, вероятно желая дать армии ночь отдыха. Утром 19 мая корпусные командиры снова предложили наступать, но неожиданно пришло известие, что федеральные корпуса уже приближаются к позициям Полка. Тогда Худ попросил разрешения выдвинуться со своим корпусом вперёд и атаковать противника с фланга. Получив согласие, он вывел свой корпус к дороге на Саллакоа и был готов начать наступление, когда около 10:30 увидел, как с востока по Кэнтонской дороге приближается кавалерия противника. Худ остановил наступление, вернулся на исходные позиции и разместил дивизию Хайндмана поперёк Кэнтонской дороги фронтом на восток. Джонстон одобрил отступление Худа и приказал армии отойти на высоты южнее Кэссвилла. Кавалерией на Кэнтонской дороге была дивизия Маккука, за которой шла дивизия Стоунмана. Шерман направил их к Кэссвиллу, предполагая, что там находится обоз армии Джонстона. Оказавшись в нужное время в нужном месте они спасли наступающие федеральные корпуса. Альберт Кэстел назвал это самым ценным вкладом кавалерии Шермана в ход кампании.
Утром 19 мая армия Шермана вошла в Кингстон. Шерман всё ещё думал, что противник отступает за Этову, поэтому велел Томасу отправить IV корпус к Кэссвиллу. В полдень авангард корпуса (дивизия Стэнли) вышла к реке Ту-ран-Крик, где увидела армию противника (корпус Харди) в боевом построении. Харди сделал вид, что наступает, после чего развернулся и отвёл корпус на новые позиции. В 15:00 Томас доложил Шерману, что видит как минимум одну дивизию противника у Касвилла. К этому времени войска Джонстона заканчивали отход на новую позицию. Начальник артиллерии армии, Фрэнсис Шуп, заметил, что позиция уязвима для артиллерийского огня, но Джонстон решил, что артиллерия противника выйдет на позиции ещё нескоро. В 17:30 XX корпус Хукера подошёл со стороны Адэрсвилла и соединился флангом с IV корпусом. Сам Шерман прибыл к Кэссвиллу и велел провести бомбардировку позиций противника, но наступившая темнота остановила обстрел. Но и этот короткий обстрел показал Полку и Худу, что позиция не годится для обороны. В 21:00 они предложили Джонстону отступить за Этову. Тот долго не решался на отступление, но в итоге вынужден был согласиться с этим предложением. В 2 часа ночи армия начала отход и к рассвету успела пройти восемь миль до Картерсвилла.
Когда Шерман узнал об отступлении Джонстона от Кэссвилла, он отправил в преследование корпус Скофилда. Если бы Джонстон встретил его на позиции под Картерсвиллом, он мог бы нанести ему серьёзный урон, но Джонстон думал только об отходе за реку. Утром его армия начала переходить Этову и к середине дня все корпуса переправились на южный берег, разобрали понтоны и сожгли железнодорожный мост. В 08:45 Скофилд доложил Шерману, что он вышел к Этове. На этом завершилась третья фаза кампании, очень недолгая и малособытийная. Шерману так и не удалось втянуть Джонстона в решающее сражение, его армия двигалась слишком медленно, а кавалерия была разбросана по разным направлениям и не оказывала серьёзного влияния на преследование. Шерману было трудно следить за манёврами противника, так что на несколько дней (18—20 мая) он полностью потерял его из виду. Федеральная армия наступала разрозненными колоннами, растянувшись по дорогам, и часто оказывалась в уязвимом положении, но Джонстон не воспользовался этим, дал противнику пройти от Устанолы до Этову за четыре дня, и теперь Шерман стоял в 50 милях от Атланты.

### Наступление на Пампкинвайн
20 мая в ходе кампании произошла пауза. Обе армии отдыхали, отсыпались и стирали одежду. Шерман провёл три дня (20, 21, 22 мая) у себя в штабе в Кингстоне: он читал рапорты, составлял приказы и писал письма. Он планировал продолжить кампанию наступлением на Даллас, откуда двигаться на Мариетту и к мостам через Чаттахучи. Он решил не идти на Аллатуну, поскольку бывал там в юности и помнил, что местность там удобна для обороны. Он велел усилить армию частями из Кентукки и Теннесси, а для охраны тылов использовать новобранцев. Он предполагал, что армия окажется 20 дней без связи с железной дорогой, поэтому велел запастись провизией на весь срок, и отправить в тыл всех больных, раненых, и вообще всех ненужных людей. Все эти меры, по его подсчётам, увеличивали его армию до 80 000 или 85 000 человек. Между тем армия Джонстона 20 мая отступила к Аллатуне, где железная дорога проходила по узкому ущелью, удобному для обороны. Здесь он получил письмо телеграмму Дэвиса от 18 мая: президент писал, что расстроен отступлением армии от Ресаки. Джонстон ответил, что вынужден отступать, поскольку атаковать Шермана в данном случае слишком опасно. Дэвис впоследствии заметил, что генерал Ли имел в начале мая всего 60 000 человек, но не считал опасным атаковать Гранта с его армией в 120 000 человек. В частных письмах он писал, что у Джонстона не было плана обороны под Долтоном, и он постоянно отклонял предложения Худа и Полка о контратаке. Но Дэвису оставалось лишь надеяться на то, что стратегия Джонстона даст результаты.
23 мая армия Шермана продолжила наступление. Макферсон с XV и XVI корпусами перешёл Этову западнее Кингстона, а IV и XX корпуса перешли её восточнее по понтонам около моста Мэйлем-бридж. Даллас находился в 14 милях к югу от этого моста. Макферсону было приказано уклониться к западу, пройти Ван Верт и оттуда выйти к Далласу с западного направления. Корпуса Томаса должны были идти на Даллас с севера, в Скофилд и Стоунман прикрывали левый фланг армии. Шерман был уверен, что противник даст бой только под Мариеттой, или же отойдёт за Чаттахучи. Джонстон узнал о переправе Шермана за Чаттахучи тем же утром и велел корпусам Хари и Полка идти к Далласу. От Аллатуны до Далласа было 16 миль, примерно столько же, сколько от Кингстона, и северяне могли войти в Даллас раньше, но их задерживали переправы и большие обозы. Южане шли день и ночь, несмотря на палящее солнце и вечерний дождь, но успели выйти к Далласу раньше противника. 24 мая Макферсон прошёл Ван Верт и приблизился к Далласу на 8 миль. Хукер, наступая в авангарде Камберлендской армии, подошёл к Далласу с севера на 7 миль. После полудня северяне узнали, что армия Джонстона движется к Далласу. Уже вечером кавалерия Томаса вступила в перестрелку с корпусом Харди у самого Далласа. Но Шерман всё рано был уверен, что южане не примут бой ранее Мариетты.

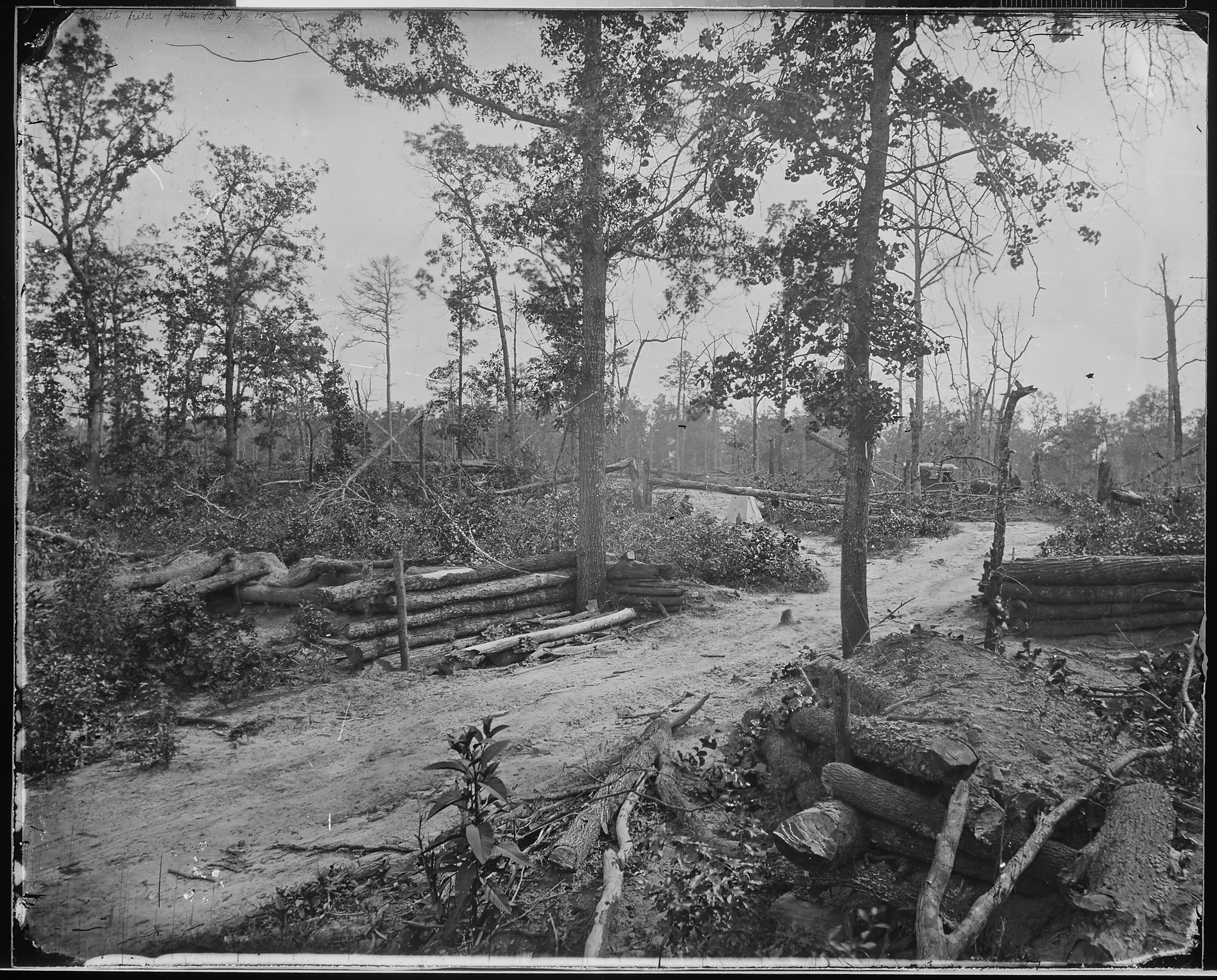
Укрепления южан при Нью-Хоуп-Чёрч

Днём 25 мая началось сражение при Нью-Хоуп-Чёрч. Ранним утром корпус Худа вышел к зданию методисткой церкви и узнал, что федеральный корпус Хукера приближается к этому месту. Худ сразу развернул свой корпус, поставив в центре у церкви дивизию Стюарта, слева дивизию Хайндмана, а справа дивизию Стивенсона. Корпус Хукера утром перешёл Пампкинвайн-крик, но вместо Далласа пошёл по неверной дороге на Нью-Хоуп-Чёрч. Дивизия Джона Гири первая встретилась с пикетами Худа, после чего Хукер срочно послал ей на помощь дивизии Уильямса и Баттерфилда. Между 16:00 и 17:00 все три дивизии вышли на позицию: Уильямс встал в центре, Баттерфилд левее и чуть сзади. Полагая, что перед ним лишь небольшой отряд, Хукер намеревался быстро отбросить его и двигаться на Мариетту. Около 17:00 дивизия Уильямса начала наступать тремя линиями через густой лес. Пройдя около мили дивизия попала под плотный огонь и втянулась в перестрелку с противником, который успел возвести укрепления. Бригада Робинсона вступила в бой первой, расстреляла все патроны и отошла; её заменила бригада Ругера. Перестрелка тянулась до темноты, а в 19:30 пошёл дождь, который остановил сражение. Уильямс потерял примерно 665 человек, а Стюарт − 300 или 400. Шерман решил, что виноват Хукер, который не атаковал противника сходу силами авангардной дивизии и дал ему время окопаться. Он продолжал думать, что под Далласом стоит только один корпус Худа.
Весь день 26 мая федеральная армия строила укрепления перед позициями Худа, а вечером Шерман отдал новые приказы: он решил обойти корпус Худа с обеих флангов. Корпус Макферсона должен был выдвигаться к его левому флангу у Далласа, а корпус Ховарда должен был найти его правый фланг. На рассвете 27 мая Ховард вывел дивизию Вуда с укреплённой позиции и поставил его в авангарде своего наступления. В 11:00 Вуд начал смещаться на восток, но к этому времени позиция Худа была удлинена вправо дивизией Патрика Клейберна. Обнаружив присутствие Клейберна, Ховард стал смещаться ещё дальше на восток. В это время генерал Макферсон так же застревал под Далласом. Ховард, пройдя ещё милю, вышел к реке Литтл-Пампкинвайн-крик недалеко от мельницы вдовы Пикетта (Пикеттс-милл). Здесь Ховард решил, что вышел за фланг Клейберна, поэтому велел Вуду наступать на юг, а бригаде Маклина — прикрывать правый фланг Вуда; так началось сражение при Пикеттс-Милл. Дивизия Вуда была построена в три линии: впереди бригада Хэзена, за ней бригада Гибсона, и третьей бригада Кнейфера. В 16:30 была начата атака, но фактически вперёд пошла только бригада Хэйзена. Продвигаясь вперёд, она вступила в перестрелку с кавалеристами бригады Джона Келли, которые медленно отступали, пока не отошли на небольшую гряду. Но в этот момент на помощь кавалеристам пришла техасская бригада Грэнбери. Она развернулась на гряде и открыла огонь по бригаде Хэйзена, а чуть позже им на помощь пришёл 8/19 Арканзасский пехотный полк из бригады Гована. Хэйзен запрашивал подкреплений, но они не подошли. После 50-ти минут боя он начал отступать.
Только после этого Вуд послал в наступление бригаду Гибсона, которая точно так же пыталась атаковать южан на гряде, но была отбита. Только в это время, около 18:00, Ховард получил приказ Шермана от 17:15, который требовал от него перейти к обороне. Шерман решил изменить планы и не обходить фланги Худа, а вместо этого сместиться на восток и отрезать противника от железной дороги. Ховард велел выдвинуть вперёд бригаду Кнейфера, чтоб под её прикрытием успеть построить укрепления. Кнейфер простоял на позиции до 22:00, после чего стал отходить, но тут попал под контратаку бригады Грэнбери. В ходе боёв этого дня дивизия Вуда была серьёзно потрёпана: она потеряла 1600 человек (467 у Хэйзена, 681 у Гибсона и 250 у Кнейфера) и была уже непригодна для наступления.

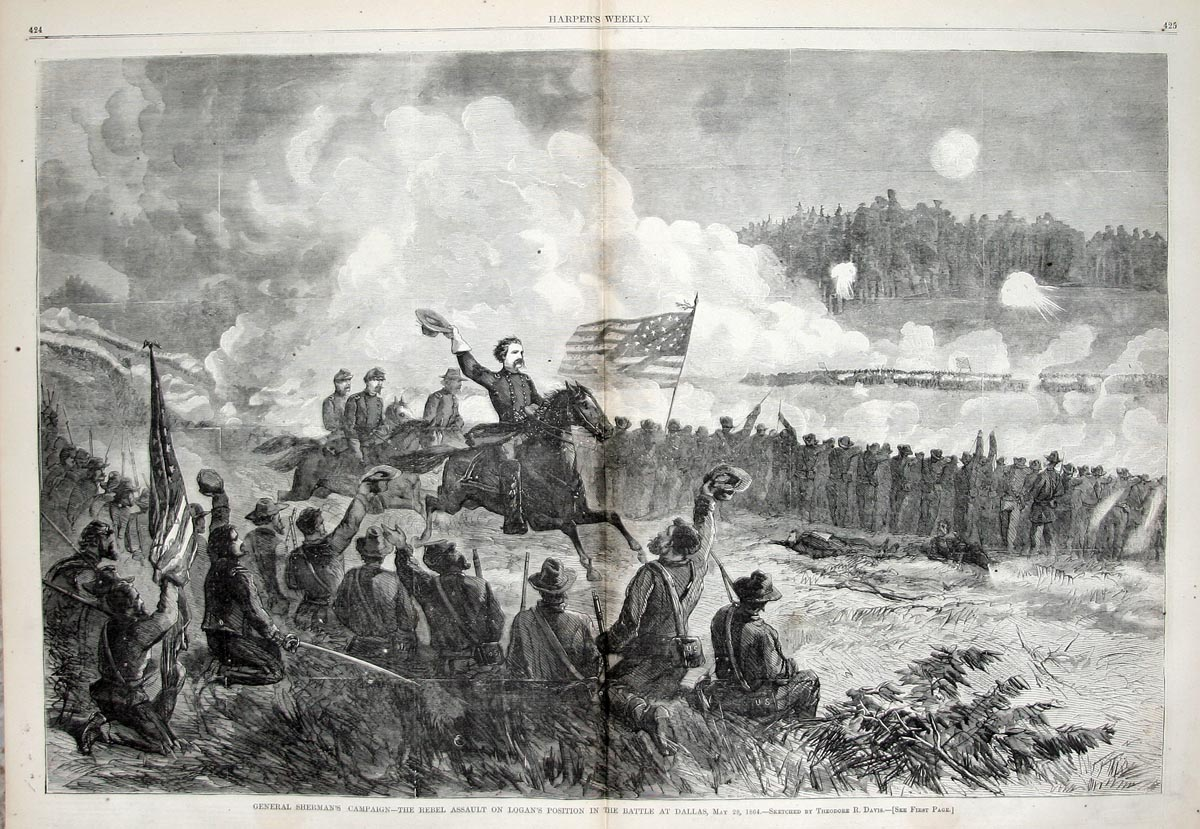
Генерал Логан в сражении при Далласе

Утром 28 мая Шерман сообщил в Вашингтон, что противник занял сильную позицию и сумел остановить его армию, поэтому он намерен смещаться влево (на восток) и выйти к железной дороге у Экворта. Этот манёвр был отчасти вызван тем, что у армии начались проблемы с продовольствием. У Шермана были большие обозы, но в лесистой бездорожной местности было трудно распределять продовольствие по подразделениям. Основные склады находились в Кингстоне, в 20 милях от фронта, поэтому быстро подвозить припасы не получалось. Шерману требовалось вернуться к железной дороге, а для этого надо было перевести корпус Макферсона с правого фланга у Далласа на левый фланг армии. В это время генерал Джонстон получил донесение (ошибочное), что северяне отступают на север от Даласа. Он сразу приказал дивизии Уильяма Бейта (из корпуса Харди) выдвинуться к Далласу, выявить положение дел и атаковать противника, если тот действительно начал отход. В 15:45 кавалеристы Армстронга спешенным начали пробную атаку, но сразу осознали, что противник занимает сильную позицию. Бейт отменил атаку, но флоридская бригада Джессе Финли и кентуккийская бригада Джозефа Льюиса услышали звуки боя, решили, что началась общая атака, и тоже пошли вперёд. Они атаковали левый фланг XV корпуса и дивизию Витча, но были отбиты с тяжёлыми потерями. Две бригады потеряли более 1000 человек, в то время как XV корпус потерял 339 человек. Это сражение при Далласе напоминало сражение при Пикеттс-Милл, но на этот раз бессмысленные потери понесли южане. Однако, эта атака заставила Шермана отложить перевод корпусов Макферсона на сутки.

### Наступление на Мариетту

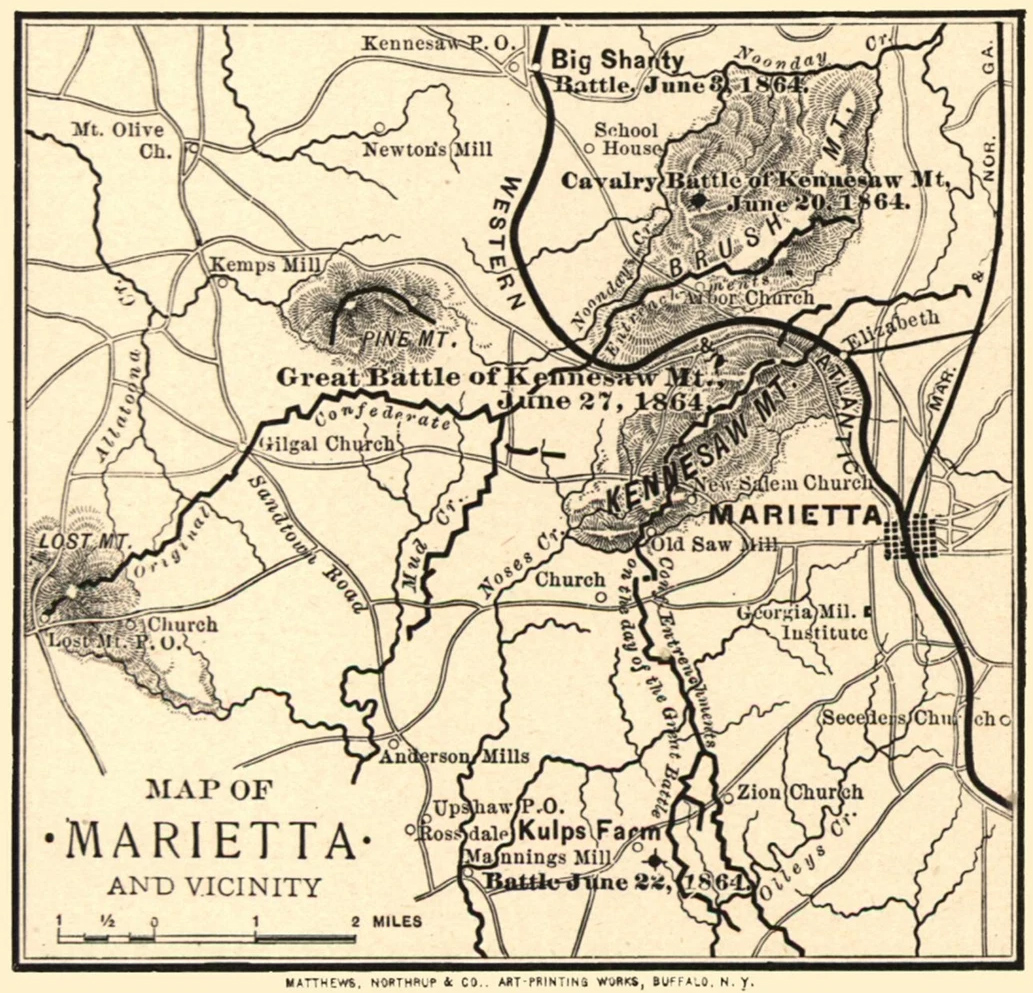
Окрестности Мариетты

После боёв на реке Пампкинвайн цели Шермана остались прежними: наступление на Мариетту и к реке Чаттахучи. Он не смог добиться этого фланговым обходом через Даллас, поэтому теперь был намерен двигаться по прямой, придерживаясь железной дороги. Он подозревал, что Джонстон окажет сопротивление на высотах под Мариеттой, хотя надеялся, что тот отойдёт за Чаттахучи. Добравшись до Экворта, Шерман был вынужден ждать, пока построят железнодорожный мост через Этову и пока подойдёт XVII корпус Фрэнсиса Блэра. 8 июня две дивизии этого корпуса (9 000 человек) присоединились к Теннесийской армии. Это были ветераны сражений в Теннесси и осады Виксберга, и полки корпуса были хорошо укомплектованы: некоторые насчитывали 900 человек (68-й Огайский) или даже 1037 человек (12-й Висконсинский). В те же дни подал в отставку генерал Эльвин Хави, и бригады его дивизии распределили по другим дивизиям, поэтому теперь XVIII корпус насчитывал только две дивизии. Мост через Этову начали строить 6 июня и планировали завершить строительство 12 июня. Поэтому 9 июня Шерман приказал корпусам Томаса и Макферсона выдвинуться вперёд и выявить позиции противника, а жене написал, что Джонстон может закрепитьcя под Мариеттой, но он, Шерман, не намерен сгоряча бросаться на укрепления.
Утром 10 июня началось наступление армии Шермана: Камберлендская армия шла в центре, Теннессийская армия на левом фланге, а Огайская армия (XVIII корпус) на правом. Кавалерийские дивизии Герарда и Стоунмана охраняли фланги. Шерман надеялся выйти к горе Кеннесо, и не обратил внимания на донесения об укреплениях противника на высотах Браш-Маунтин и Пайн-Маунтин. Днём IV и XIV корпуса вышли к Пайн-Маунтин, где заняла позицию дивизия Бейта. Генералу Томасу было приказано воздержаться от штурма укреплений, поэтому он приказал корпусным командирам Палмеру и Ховарду остановиться и окопаться. Корпус Скофилда тоже встретил укрепления противника у Гилгал-Чёрч и остановился. Только Макферсон достиг Биг-Шанти, железнодорожной станции в 28-ми милях от центра Атланты. В 11:00 Шерман прибыл в Биг-Шанти, откуда он мог видеть высоты Браш-Маунтин, Лост-Маунтин и Пайн-Маунтин к юго-западу и гору Кеннесо у югу. Шерман продолжал надеяться, что Джонстон оставит эти позиции, и на этот случай велел Томасу и Скофилду быть готовыми к преследования. 11 июня весь день шёл сильный ливень, из-за которого армия Шермана почти не двигалась с места. 12 июня в штабе Джонстона узнали о произошедшем недавно в Алабаме сражении при Брайс-Кроссроудс, в котором генерал Форрест разгромил большой федеральный отряд. Это внушало надежды на то, что Форрест сможет напасть на коммуникации Шермана. Только 14 июня дожди прекратились, выглянуло солнце и земля начала подсыхать. Шерман выехал провести рекогносцировку и в 11:00 заметил группу военных на высоте Пайн-Маунтин. Он велел Ховарду открыть по ним огонь и ближайшая батарея сделала три залпа по высоте. Группой военных оказались генералы Джонстон, Харди и Полк; Полк получил прямое попадание 3-дюймового снаряда в грудь и был убит наповал.
Перед тем как покинуть Пайн-Маунтин, Джонстон велел отвести дивизию Бейта с этой позиции, и после захода солнца та отошла к основной линии армии. Вернувшись штаб, Джонстон сообщил армии о гибели Полка и временно назначил на его место Уильяма Лоринга. Утром 15 июня Шерман узнал об эвакуации Пайн-Маунтин. Решив, что Джонстон отступает, он велел Макферсону обойти гору Кеннесо слева, Скофилду приказал взять Гилгал-Чёрч, а Томасу наступать в центре, но армия не смогла существенно продвинуться в этот день. Вечером Шерман велел продолжить наступление 16-го, но Томас не стал даже пытаться, а подтянул артиллерию и ограничился бомбардировкой позиций противника. В это время северяне заметили уязвимость позиции Клейберна у Гилгал-Чёрч и начали обстреливать её. Клейберн оказался в опасном положении, а федеральный XVIII корпус получил возможность обойти левый фланг Джонстона, хотя и не заметил этого. Джонстон приказал корпусу Харди отойти с этой позиции. При отходе был тяжело ранен бригадный генерал Люциус Полк, племянник погибшего Джеймса Полка. Шерман не заметил этого отхода и именно теперь начал склоняться к фронтальной атаке. В 21:30 он написал в Вашингтон, что намерен имитировать обход флангов, а удар нанести в центре. «Это может дорого нам стоить, − писал он, − но это может быть выгоднее обхода».
Только поздно вечером Шерман узнал об об отступлении Клейберна и приказал Томасу возобновить наступление. Утром XX и XVIII корпуса двинулись на юг по Сэндтаунской дороге, преодолевая слабое сопротивление кавалерии. Они вышли к реке Мад-Крик, за которой Джонстон возвёл новую линию обороны. Хукер и Скофилд развернули корпуса в боевую линию, а левее подошёл корпус Ховарда, который имел приказ атаковать противника при первой возможности. В 10:00 он приказал дивизии Вуда атаковать, но тот затянул атаку до 16:00, но и тогда не смог продвинуться вперёд. В 18:30 генерал Томас приказал начать бомбардировку позиций противника. Траншеи за Мад-Крик занимала дивизия Уокера, который обнаружил, что его позиция открыта для анфиладного огня и он не сможет продержаться долго. Джонстон приказал возвести другую линию, надеясь, что Уокер продержится до завершения строительства. Дивизия Худа так и не начала полноценную атаку, к большому разочарованию Шермана, который наблюдал за событиями. На следующий день (18 июня) начался сильный ливень, который сделал наступление армии Шермана невозможным. Южане успели достроить новую линию обороны и в ночь на 19 июня отошли от Мад-Крик.
В тот день Шерман написал письмо Гранту, первое за всю кампанию. Он жаловался на Макферсона, который не смог окружить Джонстона под Ресакой, и на Камберлендскую армию, которая двигалась слишком медленно. «Любая борозда на пашне заставляет их останавливаться и окапываться, − писал он, − я им раз за разом повторяю, что мы должны наступать, а не обороняться, но похоже, что Камберлендская армия так привыкла к обороне, от командира до рядового, что я не могу выбить эту привычку из их головы». По словам Альберта Кэстела, Шерман чувствовал, что Грант будет недоволен темпами его наступления, и старался переложить вину на других, в основном на Томаса, которого Грант недолюбливал.

### Сражения у горы Кеннесо
К утру 19 июня армия Конфедерации заняла новую линию обороны. Корпус Худа стоял на правом фланге армии у железной дороги, корпус Полка/Лоринга удерживал гору Кеннесо, а корпус Харди встал на левом фланге, на цепи холмов фронтом к реке Ноусес-Крик. Линия обороны южан растянулась на семь миль, опираясь на гору Кеннесо. Сама гора представляла собой хребет длиной около двух миль. Она состояла из трёх высот: горы Большая Кеннесо (относительной высотой 691 фут), горы Малая Кеннесо (400 футов) и высоты Пиджин-Хилл. С сигнальной станции на Большой Кеннесо генерал Джонстон мог видеть всю местность на 20 миль вокруг и все перемещения противника.
20 июня продолжались дожди, а обе армии вели перестрелку по всей линии. В этот день корпус Скофилда перешёл Ноусес-Крик и сообщил, что до самой Мариетты препятствий не предвидится. Джонстон заметил его приближение и решил, что надо или покидать позицию на Кеннесо, или удлинять фронт влево. Поэтому утром 21 июня он перевёл корпус Худа с правого фланга на левый. Этим он опасно ослабил правый фланг, но решил, что северяне давно не проявляли активности на этом направлении и в целом Шерман предпочитает прорываться правым флангом. Утром 22 июня выглянуло солнце, и Шерман получил шанс продолжать наступление: он велел корпусу Хукера двигаться на Мариетту, а корпусу Скофилда наступать правее, по Паудер-Спрингс-Роуд. Поздним утром Хувер развернул свои дивизии правее IV корпуса, до фермы Колбс-Фарм на дороге Паудер-Спрингс. Баттерфилд стоял слева, Гири в центре, а Уильямс справа. Дивизия Хэскэлла (из корпуса Скофилда) находилась правее, за дорогой. В это самое время корпус Хукера прибыл на левый фланг и развернулся в боевую позицию, с дивизией Стивенсона по центру (попрек Паудер-Спрингс) и дивизией Хайндмана правее.
В такой обстановке началось сражение при Колбс-Фарм. Северяне попали под артиллерийский обстрел, а затем узнали от пленных о приближении Худа. Хукер и Скофилд приказали своим людям срочно окопаться, и выслали два полка, 123-Нью-Йоркский (дивизии Уильямса) и 14-й Кентуккийский (дивизии Хэскэлла) на рекогносцировку. В этот момент Худ приказал начать атаку. По какой-то причине он не рассчитывал на серьёзное сопротивление, вероятно, он полагал, что противник наступает в маршевых колоннах. Около 17:00 дивизия Стивенсона пошла вперёд, и бригада Каммингса, которая состояла из плохо обученных джорджианских ополченцев, сразу пришла в расстройство, попала под огонь Кентуккийского полка и обратилась в бегство, увлекая за собой бригаду Петтуса. Так Кентуккийский полк фактически в одиночку остановил две бригады противника. Бригалы Брауна и Рейнольдса смогли отбросить 123-й Нью-Йоркский, вышли к позициям Кнайпа и Ругера, попали под ружейный и артиллерийский огонь и отошли. Худ потерял 1500 человек, федералы всего 250.

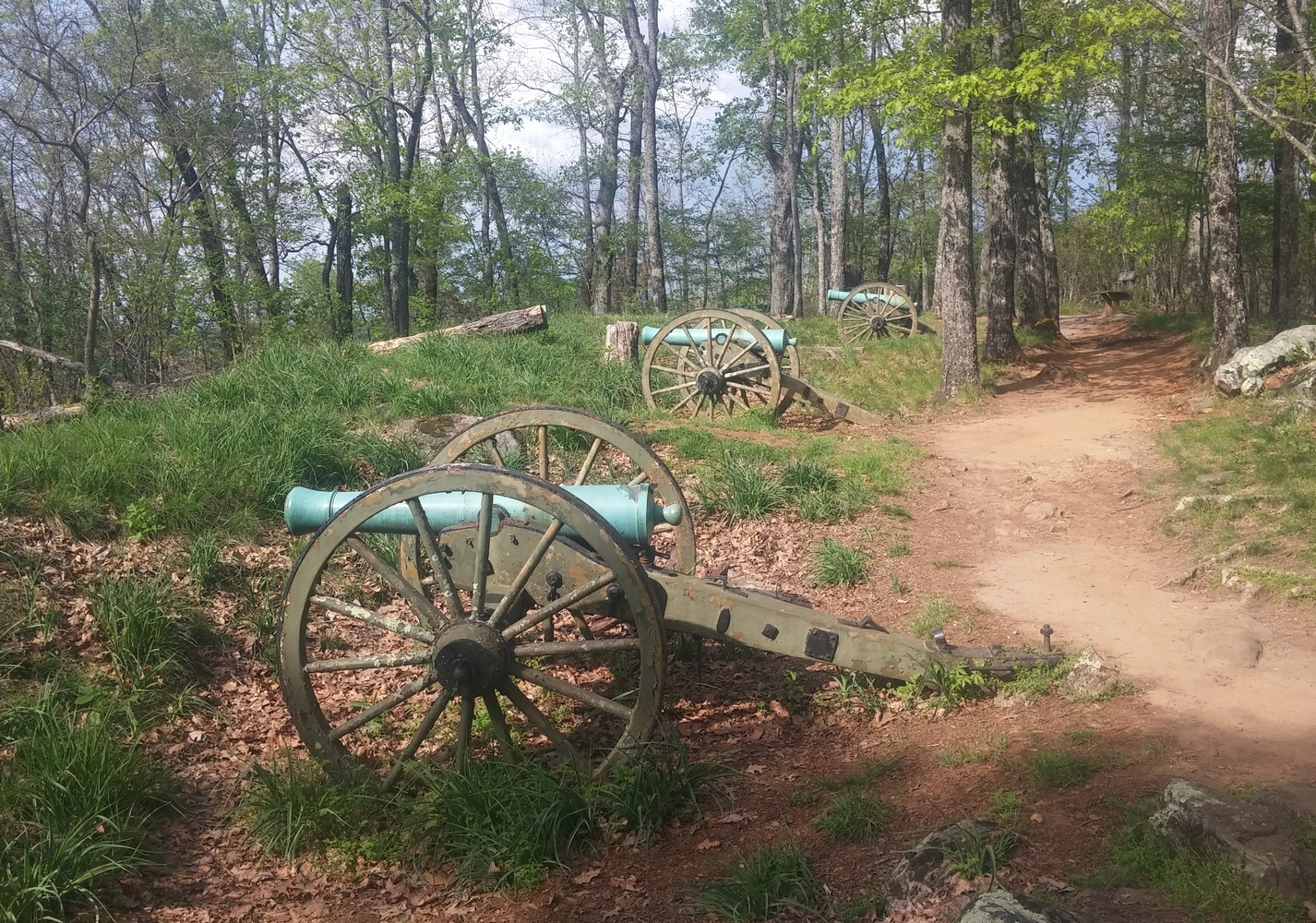
Артиллерия на горе Большая Кеннесо (2017)

Шерман предупредил Скофилда, что может оказаться у фермы Колба, но вместо этого он провёл весь день на позиции корпусов Палмера и Ховарда. Только поздно вечером он получил донесение Хукера, который сообщил, что перед ним стоят все три корпуса противника и что он беспокоится за правый фланг. И только к полуночи Шерман получил более точный отчёт Скофилда. 23 июня Шерман лично направился к ферме Колба, где встретился с Хукером и Скофилдом, разобрался в ситуации и сделал строгий выговор Хукеру за неточную информацию. Он так же велел Скофилду проверить, возможно ли обойти Худа с фланга. В 20:00 Скофилд доложил, что фланг противника длиннее его собственного, и его самого могут обойти. Удлинить фронт Шерман не мог. У него оставались три возможности: ударить по правому флангу противника, навязать ему бой на истощение, или же рискнуть лобовой атакой. Шерман отказался от первого варианта, потому что не хотел рисковать своим левым флангом у железной дороги, и отказался от второго, чтобы на затягивать кампанию. Оставалось прорывать центр. Вечером 24 июня он составил приказ об атаке. Макферсону было велено 27 июня провести демонстрацию на фланге, и настоящую атаку к западу от горы Кеннесо, а Томасу он приказал атаковать любой участок по своему выбору. Макферсону не понравился этот план, но он перевёл XV корпус южнее и велел ему атаковать высоту Пиджин-Хилл. Томас выбрал участок к югу от Далласской дороги и велел атаковать его силами двух дивизияй: выбраны были дивизии Дэвиса и Ньютона.
Утром 27 июня началось сражение у горы Кеннесо. Генерал Логан, командир XV корпуса, выделил для атаки бригады Уолкатта, Смита и Лайтбёрна, общей численностью 5500 человек. Южнее готовилась к атаке дивизия Ньютона: бригады Кимбалла, Вагнера и Харкера, 5 000 человек. Правее встала дивизия Дэвиса: бригады Маккука и Митчелла, 4 000 человек. Ровно в 08:00 51 орудие артиллерии Макферсона открыло огонь по позициям противника. Пехота Логана сразу пошла в наступление; ей предстояло перейти реку Ноусес-Крик и небольшое болото. В это время пехота Томаса ещё не вышла на позиции, поэтому она пошла в наступление на час позже запланированного. Бригада Лайтбёрна первой приблизилась к высоте Пиджин-Хилл с юга, но попала под огонь пехоты Уокера и стала отступать. Бригады Уолкатта и Джилса атаковали высоту с запада под огнём миссурийской бригады Кокрелла. Не сумев прорваться сквозь засеку, они вступили в перестрелку с южанами, после чего Логан приказал отступать, чтобы не терять людей понапрасну.
Пехота Томаса атаковала позицию, которую удерживали дивизии Читема и Клейберна. Их целью был выступ, который обороняла теннессийская бригада Джорджа Мэни из дивизии Читема, и который по этой причине потом стал известен как Холм Читема. Это было единственный участок фронта, где не было завала из деревьев. Ярдах в тридцати от траншей Мэни был обрыв, за который атакующие могли укрываться. Бригада Митчелла атаковала высоту с юга, но попала под залп батареи, залегла, а потом отступила. Бригада Маккука атаковала высоту в запада, нацеливаясь на острие выступа, который позже получил название «Смертельный угол». Здесь артиллерия не могла вести огонь по атакующим, поэтому часть бригады, в основном 52-й Огайский полк, сумели прорваться к самому брустверу. Но потери оказались слишком велики: сам полковник Маккук получил смертельное ранение около бруствера. Командование принял полковник Дилворт, который скомандовал отход. Эта атака показала южанам слабость их позиции, и они возвели ещё одну линию за позицией бригады Мэни.
Бригады Вагнера и Харкера сразу попали под сильный винтовочный огонь, а потом наткнулись на засеки и рогатки, которые не смогли перейти. Харкер в тот день вёл бригаду в атаку верхом на белой лошади; когда он увидел, что бригада готова отступить, он пытался их остановить, но получил пулевое ранение в руку и грудь, и упал с лошади. Он умер в тот же вечер. Вся атака дивизий Томаса длилась час. В 10:00 Томас приказал отправить в атаку бригаду Кимбалла, но та продержалась всего 10 минут. С её отступлением сражение прекратилось. В 10:45 Томас доложил Шерману, что атака отбита. Через три часа Шерман спросил Томаса, есть ли вообще надежда на успех, но тот ответил, что единственный способ, это подвеcти апроши. Шерман стал размышлять над этим вариантом, но к вечеру Скофилд сообщил, что дивизия Кокса сумела обойти фланг противника, но ей нужны подкрепления. Это означало, что можно обойти левый фланг Джонстона, но для этого надо сместить армию вправо, оставив без защиты железную дорогу. К вечеру Шерман решился на этот манёвр.
Вечером 27 июня Джонстон отчитался командованию о своём первом явном успехе, но он понимал, что положение его ненадёжно: он уже знал, что северяне продвигаются по Сэндтаунской дороге на юг и уже близки к реке Чаттахучи. В тот же день он написал Брэггу, что единственный способ остановить Шермана, это послать кавалерию Форреста в набег на его коммуникации. Между тем ночью Шерман получил телеграмму от Халлека, который передал ему что генерал Ли не сможет перебросить армию Джонстона под Ричмонд из-за отсутствия продовольствия в Ричмонде, и по этой причине планы кампании меняются: Шерман может более не думать о том, как удержать Джонстона в Джорджии. Это так же означало, что Грант остановлен под Ричмондом, и Атлантская кампания, задуманная как второстепенная по отношению к Оверлендской, теперь уравнена в статусе и даже вышла на первый план.
Утром 30 июня Макферсон получил запас продовольствия, необходимый для наступления, поэтому ночью армия Шермана начала перемещаться к реке Чаттахучи. 2 июля начал перемещение корпус Логана. В тот день Джонстон уже уведомил армию о том, что предстоит смена позиции. В 22:00 корпус Лоринга покинул позиции на горе Кеннесо, а через час отошли корпуса Харди и Худа. К утру северяне обнаружили, что траншеи на их фронте покинуты.

### Оборона реки Чаттахучи
Шерман надеялся, что Джонстон сразу станет отступать за Чаттахучи, и будет шанс атаковать его на переправе, но тот отступил только на 6 миль от Мариетты и занял новую оборонительную позицию, центром которой стал Смирна-Кэмп, летний лагерь общины методистов. Его новая линия протянулась на шесть миль от реки Никаджек до Роттенвуд-Крик. Днём 3 июля армия Томаса приблизилась к этой линии, попала под артиллерийский обстрел и развернулась в боевое положение. Шерман не сразу поверил, что Джонстон встал в оборону, но всё равно решил, что это временная позиция, потому что ни один генерал не будет давать сражение спиной к реке. Он велел Томасу теснить противника с фронта, а Макферсону и Скофилду пытаться обойти фланги позиции. Он чувствовал, что появился реальный шанс полностью разгромить Джонстона при отступлении к переправам. Днём 4 июля несколько бригад Томаса атаковали стрелковые ячейки южан на своём фронте, понесли потери, но не достигли ощутимого результата. Но на правом фланге XVI корпус сумел потеснить дивизию Стивенсона. Худ доложил Джонстону, что целая дивизия противника выдвигается ему в тыл, и Джонстон дал приказ на новый отход.
Но и теперь Джонстон не собирался отступать за реку. Двумя неделями ранее генерал Шуп спросил Джонстона, намерен ли тот рано или поздно отступать от позиций на Кеннесо, и, узнав, что тот намерен и не имеет конкретного плана отступления, предложил возвести укрепления у переправы. Он намеревался построить её так, что одна дивизия смогла бы задержать всю армию Шермана, а основная армия Джонстона могла бы совершить рейд в тыл противника до самого Кентукки. За три дня Шуп мобилизовал около тысячи чернокожих и за неделю построил Речную линию, которая начиналась от берега Чаттахучи милей выше железнодорожного моста и заканчивалась тремя милями ниже моста. Она состояла из земляных редутов (которые получили название «шупады» — Shoupade) через каждые 80 метров и частокола, соединяющего редуты. редуты позволяли вести перекрёстный огонь, а частокол позволял скрытно перебрасывать пехоту между редутами.
Корпуса Харди и Лоринга отступили на эту позицию на восходе 5 июля, но никто не объяснил рядовым или офицерам, как использовать эту линию. Сначала они встали за частоколом, но из-за его бесполезности снесли его и отрыли обычные траншеи. Авангард федеральной армии (корпус Палмера) подошёл к этой линии в конце утра. Сначала Шерман приказал решительно атаковать новую позицию, но успел вовремя отменить приказ. Он разметил свой штаб у Вининг-Стейшен, изучил местность и решил, что Джонстон оставил только один корпус в укреплениях, поэтому задача Шермана только в том, чтобы перейти реку с минимальными потерями. А к этому можно было приступать только тогда, когда будет восстановлена железная дорога, и когда снизится уровень воды в Чаттахучи.
6 и 7 июля строители восстанавливали железную дорогу, корпус Скофилда двигался вверх по правому берегу реки Чаттахучи в поисках переправы, а кавалерия Стоунмана добралась до Кэмпбелтауна, делая вид, что Шерман намерен перейти реку ниже по течению относительно укреплений Джонстона. Вечером 7 июля Скофилд доложил, что вышел к устью реки Соуп-Крик и нашёл слабо охраняемую переправу Ишамс-Форд. Шерман приказал ему начать переправу на следующий день. В тот же вечер Джонстон собрал на совет корпусных командиров. На совете присутствовал Александр Стюарт, который только что получил звание генерал-лейтенанта и возглавил корпус Полка/Лоринга. Изменения произошли и в корпусе Худа: Хайндман покинул армию из-за болезни, и его место командира дивизии занял Джон Браун. На совете Худ сообщил, что его позиция ненадёжна, и предложил отступить за реку. Это встревожило Шупа, который увидел, что Худ не понимает концепцию его укреплений. Он сказал, что корпус Худа можно отвести, но сами укрепления надо удерживать любой ценой.
На совете не было принято решения, но 9 июля федеральная армия перешла Чаттахучи у Россвелла, и когда она навела мосты и построила предмостовые укрепления, у Джонстона не осталось выбора: в ночь с 9 на 10 июля он отвёл армию на южный берег реки. Тем самым остались без защиты многочисленные текстильные фабрики на реке Чаттахучи, утрата которых стала тяжёлым ударом по военной промышленности Конфедерации.

### Смена командования Теннессийской армией

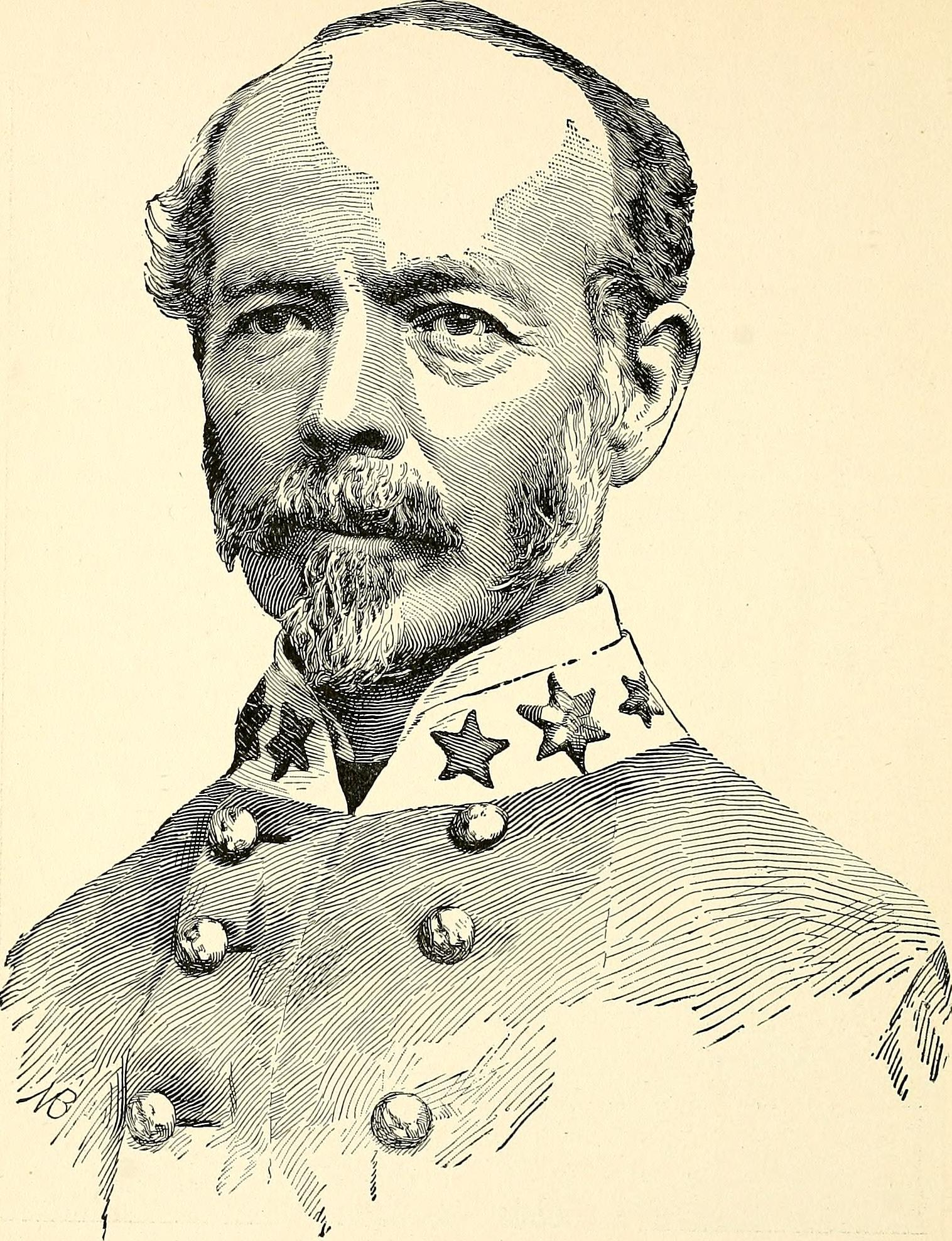
Генерал Джозеф Джонстон

Вечером 10 июля президент Джефферсон Дэвис встретился с сенатором Бенжамином Хиллом, который только что вернулся из Атланты. Он спросил сенатора, насколько долго сможет Джонстон удерживать Шермана на рубеже Чаттахучи, и тот ответил, что довольно долго. Тогда Дэвис показал ему телеграмму, полученную в этот день, где Джонстон сообщал о переправе противника через Чаттахучи и о том, что он отвёл армию за реку. Это приблизило президента к мысли о необходимости смещения Джонстона. На тот момент Конфедерация удерживала все фронты: Грант был остановлен под Ричмондом, в Миссисипи Форрест дважды разбивал федеральные армии, Кентукки и Миссури были на грани восстания, в Арканзасе федералы удерживали только крупные города, и даже в северных штатах росло количество противников политики Линкольна. И только в Джорджии конфедерация отступала и была на грани утраты Атланты. За отставку Джонстона высказывались госсекретарь Бенджамин (противник Джонстона), военный секретарь Седдон (его сторонник), и многие конгрессмены. Президент был с ними согласен, но не знал, кем заменить Джонстона. Чтобы выяснить состояние армии он послал в Атланту Брэкстона Брэгга.
Утром 12 июля Дэвис получил телеграмму Джонстона от 11 июля, в которой тот советовал эвакуировать лагерь военнопленных Андерсонвилл, и это означало, что он готов сдать Атланту. Встревоженный Дэвис спросил у генерала Ли, кем можно заменить Джонстона. Тот ответил, что менять командующего опасно, а в способностях Худа он не уверен. По его мнению, генерал Харди имел больше опыта в управлении армиями. Утром 13 июля Брэгг прибыл в Атланту и провёл весь день в штабе у Джонстона. Отчёт Брэгга (полученный утром 14 июля) усилил его намерение сместить Джонстона, но не помог найти ему замену. Брэгг провёл всё 14-е число в переговорах с корпусными командирами и лично с Худом, а утром 15-го доложил президенту, что у Джонстона всё ещё нет плана действий, что Харди явно не подходит на роль командира армии, и что Худ не гений и не великий генерал, но он лучше всех доступных альтернатив .

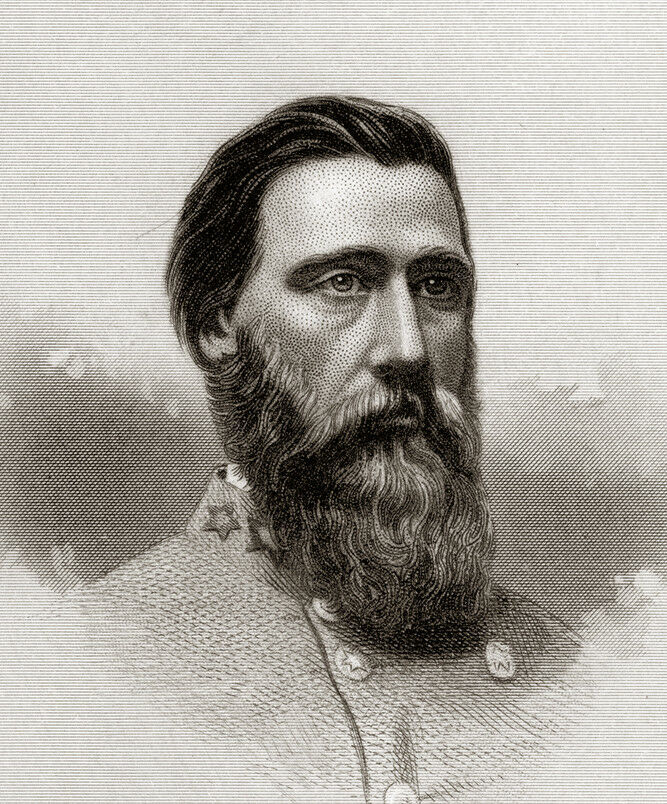
Послевоенный портрет Худа

Но Дэвис решил дать Джонстону последний шанс. 16 июля он отправил Джонстону телеграмму, сообщая, что федералы перерезали дорогу на Огасту и спрашивал, что Джонстон думает с этим делать. Джонстон ответил вечером. Он знал, что президент думает о его смещении и знал, для чего приехал Брэгг. Но на явный призыв Дэвиса к действию он ответил, что армии стоит находиться в обороне, что его планы зависят от действия противника и состоят в основном за наблюдением за противником. «То ли Джонстон полагал, что Дэвис не посмеет его сместить, то ли ему было всё равно», писал Альберт Кэстел, а Макмёрри назвал ответ Джонстона «ошеломляющим». Президент получил этот ответ утром 17 июля и принял окончательно решение. Днём генерал Сэмуэль Купер отправил Джонстону телеграмму, в которой сообщил, что Джон Белл Худ получил временное звание полного генерала, что Джонстон не смог остановить Шермана и явно не готов побеждать его в будущем, поэтому он отстраняется от командования Армией департамента Теннесси и должен сдать её Худу.
Когда Дэвис принимал это решение, он ожидал встречи с неформальными представителями президента Линкольна, которые хотели обсудить условия мирных переговоров. Но переговоры имели шансы на успех только если Атланта не будет сдана в ближайшее время. Когда же встреча состоялась вечером 17 июля, то оказалось, что Линкольн готов на переговоры только на условии возвращения южных штатов в Союз, что по сути было предложением капитуляции. Дэвис ответил отказом.
Утром 18 июля генерал Стюарт предложил Худу и Харди пойти к Джонстону и уговорить его не покидать поста хотя бы до решающего сражения. Худ согласился, но Джонстон не принял этого предложения. Тогда генералы отправили телеграмму президенту; они просили его приостановить действие приказа об отставке. В 17:20 был получен ответ: президент сообщал, что приказ не может быть приостановлен. После этого Худ официально объявил, что принимает командование, а Джонстон отбыл к жене в Мейкон. В армии новость об отставке Джонстона была воспринята, за редкими исключениями, с удивлением, разочарованием и грустью. Альберт Кэстел писал, что солдатам не нравилось отступать, но они были уверены, что это правильная стратегия. Джеймс Макдоно придерживался другой точки зрения: он писал, что в армии любили Худа, а негативная реакция армии, описанная в романе «Унесёные ветром», является неисторичной.

### Сражение на Пичтри-Крик

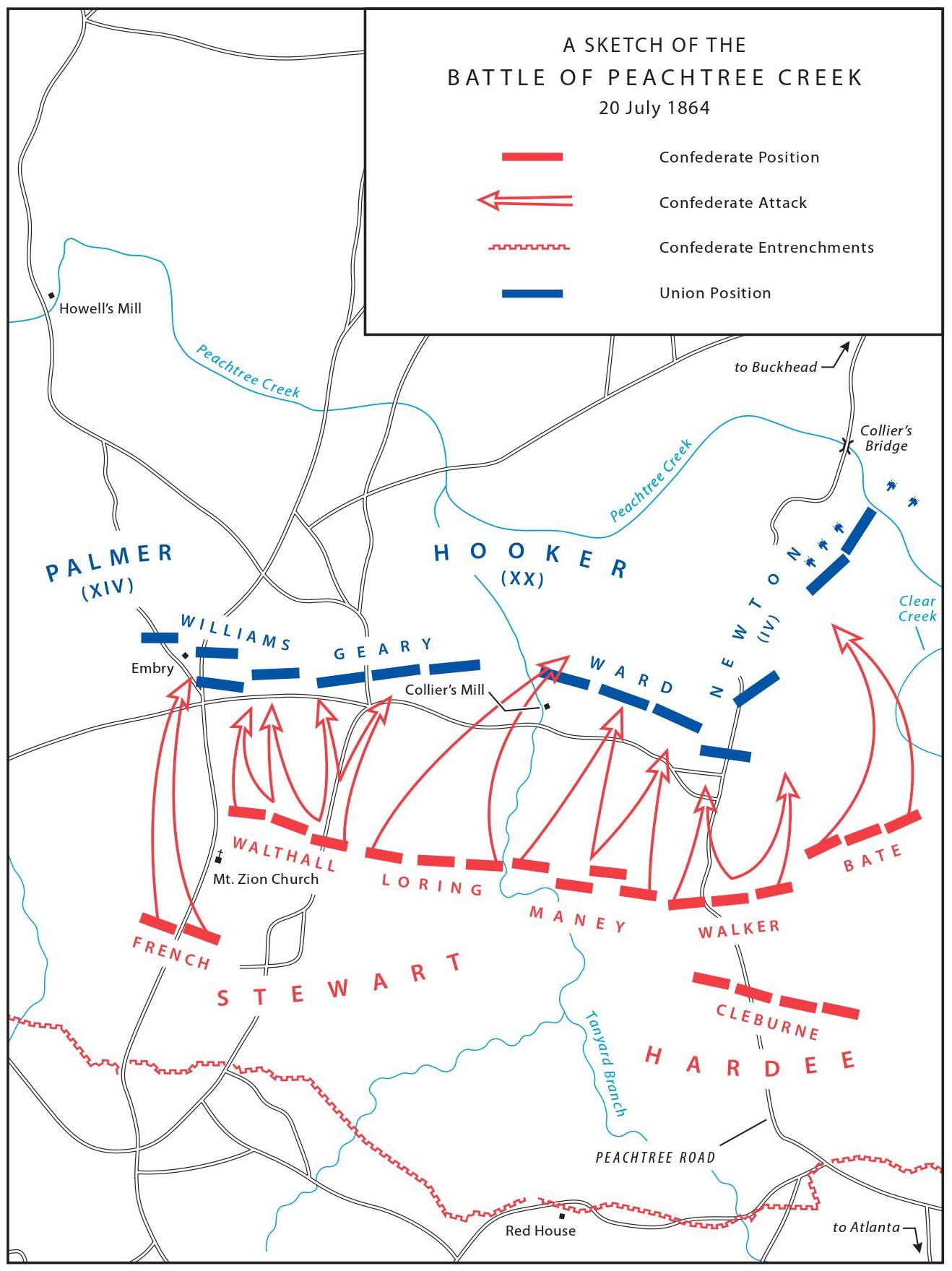
Сражение при Пичтри-Крик

19 июля был первым полным днём командования генерала Худа. Теннессийская армия численностью 55 000 человек, стояла севернее Атланты, с корпусом Харди по центру и корпусом Стюарта слева. Корпус Худа, переданный под командование Читема, стоял на правом фланге. По данным Худа, Камберлендская армия Томаса двигалась на Атланту с севера, и переходила реку Пичтри-Крик. Корпуса Макферсона и Скофилда приближались к Декейтеру, городку восточнее Атланты. Это означало, что противника можно разбить по частям: Худ велел Стюарту и Харди атаковать Томаса, когда тот перейдёт реку, а Читему поручил сдерживать Макферсона и Скофилда. В это время Шерман уже знал об отставке Джонстона, и предполагал, что Худ может его атаковать. Но он решил, что Худ нападёт на слабую часть армии около Декейтера, поэтому он надеялся сдержать его там, а Томасу велел быстро наступать на Атланту с севера.
Утром 20 июля армия Томаса продолжала переходить Пичтри-Крик и оказалась именно там, где и предполагал Худ. Но левый фланг Шермана уже вошёл в Декейтер и с утра начал движение на Атланту с востока. Худ узнал об этом в 10:00 и велел Читему сместиться на милю правее и прикрыть декейтерскую дорогу, а корпусам Стюрта и Харди приказал сместиться вправо на полмили. Но Читем не понял приказа и сместился на целых две мили, что вызвало непредвиденное смещение остальных корпусов. По этой причине атака, назначенная на 13:00, задержалась до 16:00. По плану, начинать должен был корпус Харди. Дивизия Бейта начала наступать первой, но из-за незнания местности потеряла противника и фактически не участвовала в бою. Левее наступала дивизия Уокера: она атаковала позиции федеральной дивизии Ньютона, сумела обойти его фланг, но в итоге была отбита. Ещё левее пошли в наступление две бригады дивизии Мэни, но они наступали так неуверенно, что никак не повлияли на ход сражения. Корпус Стюарта действовал увереннее: дивизии Лоринга и Уолталла атаковали XX корпус, который не успел вовремя развернуться на позиции, и его удалось потеснить. Но фактически четыре бригады южан атаковали девять федеральных, поэтому их успех был временным.
Стюарт был готов повторить атаку, если Харди поддержит её. Харди велел резервной дивизии Клейберна вступить в бой, но тут пришло сообщение, что Клейберн срочно нужен на декейтерской дороге, поэтому атака его дивизии была отменена, а сражение прекращено. В это время корпус Макферсона двигался по декейтерской дороге и был уже в 2,5 милях от центра Атланты, и в 13:00 уже сделал несколько выстрелов по городу. Против его 25 000 пехотинцев стояли всего 3 500 кавалеристов Уилера и 700 ополченцев. Но Макферсон не решался наступать. Как и Шерман, он был уверен, что основное сражение за Атланту произойдёт на его фронте. В итоге он вообще перенёс наступление на следующее утро. Точно так же, как 9 мая он не решился ворваться в Ресаку, точно так же теперь он не решился врываться в Атланту и второй раз упустил шанс решить исход кампании.
Южане в этом бою потеряли 2500 человек. Они проиграли потому, что Харди имел достаточно сил для атаки, но наступал так неуверенно, что федералы отбили его атаку, потеряв всего 102 человека. В то же время дивизия Стюарта сумела нанести противнику потери, которые превосходили его собственные, но ему не хватило сил для разгрома корпуса Хукера. Таким образом, южане хорошо сражались там, где были слабы, и плохо там, где были сильны, что и привело к поражению.

### Сражение при Атланте
Утром 21 июля дивизия Патрика Клейберна развернулась на восточной окраине Атланты к югу от железной дороги. Худ знал, что левый фланг армии Макферсона висит в воздухе, а его обозы стоят в Декейтере. Поэтому Худ разработан новый план наступления: корпуса Стюарта и Читема должны были отступить в укрепления Атланты, а корпус Харди (слабо задействованный при Пичтри-Крие и относительно свежий) должен был обойти фланг Макферсона и атаковать его тыл и обозы. В конце дня Худ изложил свой план корпусным командирам. Вечером дивизии Бейта и Уокера отступили в город по Пичтри-Роуд (что показалось жителям Атланты началом эвакуации города), а затем вышли из города по Макдоно-Роуд. Дивизии Клейберна и Мэни шли за ними, но с большим отставанием от графика, так что Харди не успевал подойти к Декейтору к утру.

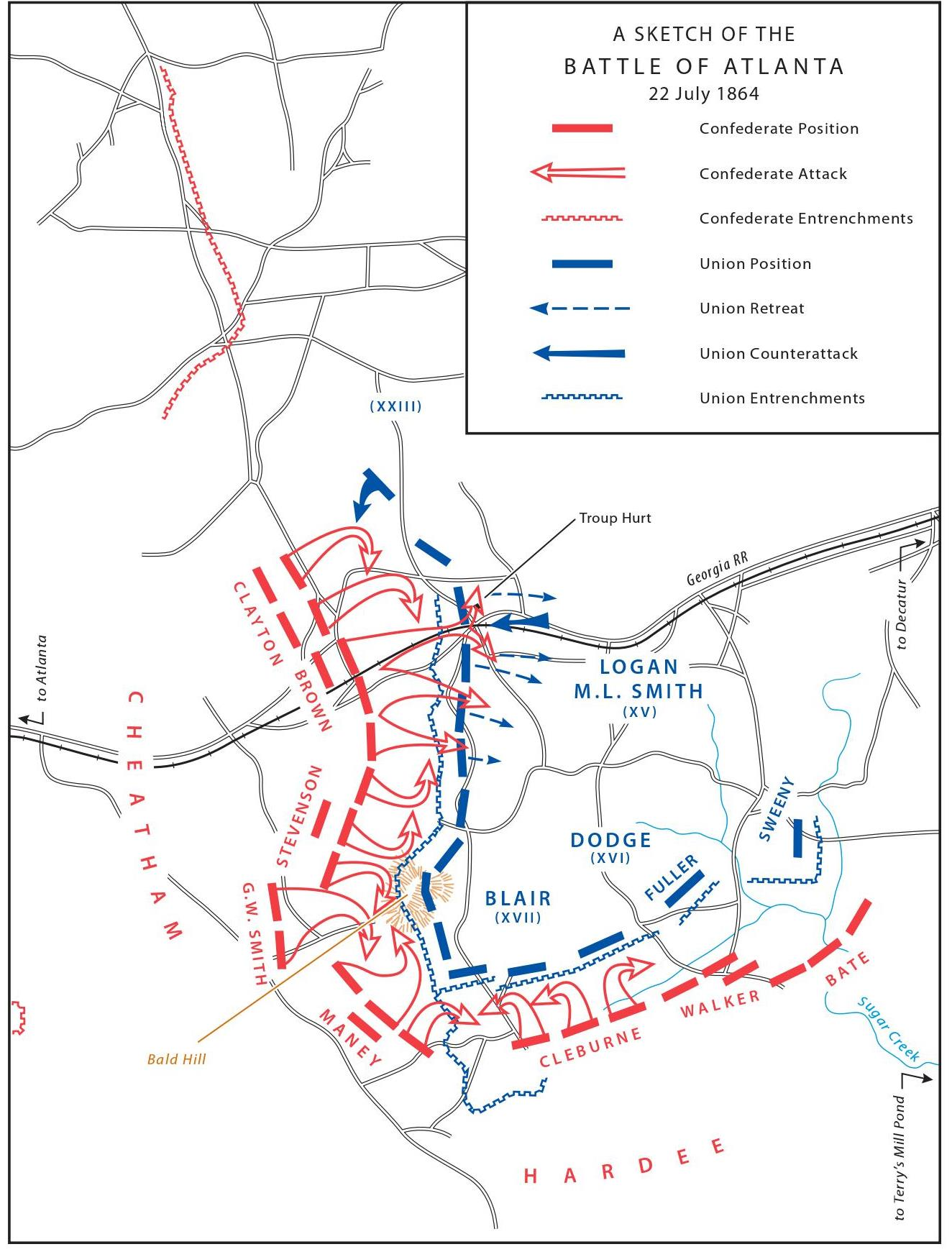
Сражение при Атланте

22 июля в 05:00 дивизия Бейта стояла на правом фланге корпуса Харди, дивизия Уокера левее, а дивизии Клейберна и Мэни, сильно измотанные, только выходили на левый фланг корпуса. Уже рассвело, когда Харди встретился с Клейберном, Уокером и Уилером в доме Уильяма Кобба, решил, что он уже обошёл фланг противника и принял решение атаковать. Бейту и Уокеру предстояло наступать вдоль ручья Шуга-Крик, Клейберну вдоль дороги Флэт-Шоалс-Роуд, а дивизии Мэни где-то западнее. Бейту пришлось наступать по густым зарослям, не очень понимая, куда он идёт и что должен делать. Дивизия Клейберна шла через густые заросли ежевики, из-за чего потом это наступление называли «Ежевичной атакой». Как и два дня назад при Пичтри-Крик, корпус Харди шёл в наступление дезорганизованно, разрозненно, почти вслепую, потому что опять не было времени на разведку, и снова с отставанием от графика.
Худ предполагал, что Бейт и Уокер беспрепятственно пройдут в тыл противника, развернутся на запад и нападут на него сзади, но на пути южан оказались бригады Суини и Морилла из XVI корпуса Доджа, оставленные там Макферсоном на всякий случай. Первым же выстрелом этого сражения был убит наповал генерал Уокер. Дивизия Бейта атаковала бригаду Суини, но была отбита огнём пехоты и артиллерии. Затем пошла в атаку бригада Стивенса, но и она была отбита. После короткого затишья появилась бригада Джиста, которая шла в разрыв между бригадой Морилла и дивизией Смита; увидев опасность, дивизионный генерал Фуллер развернул бригаду Морилла фронтом на запад и отбросил бригаду Джиста. Джист пытался повторить атаку, но получил тяжёлое ранение. Только после этого появилась бригада Мерсера, но сразу остановилась и стала отходить назад. Наступление Бейта и Уокера длилось всего 45 минут и окончилось ничем.
Генерал Джеймс Макферсон наблюдал за боем с позиции бригады Морилла, после чего отправился поговорить с генералом Блэром, но наткнулся в лесу на отряд южан и был застрелен. Утверждалось, что выстрел сделал капрал Роберт Кольмен из 5-го пехотного полка КША. Командование Теннессийской армией перешло к генералу Логану, который сдал свой XV корпус генералу Моргану Смиту.
Только после этого в бой пошли дивизии Клейберна и Мэни, которые атаковали корпус Блэра с фронта и с фланга — к удивлению Худа, который видел это, но не ожидал атаки Харди с этой стороны — но обе дивизии были отбиты. Это случилось около 15:00, после чего Худ решил, что бой окончен, а наступление провалилось. Но неожиданно бригады Гована и Воуна возобновили атаку и обратили в бегство дивизию Джилса Смита. Узнав об этом, Худ велел корпусу Читема начать полноценную атаку с фронта. Атака дивизии Стивенса была легко остановлена, но дивизии Брауна удалось прорвать позиции XV корпуса. По неизвестной причине Браун приказал своим прорвавшимся бригадам отступить. На фронте корпуса Харди в это время завязался бой за высоту Бальд-Хилл, который затянулся до темноты, однако северяне удержали высоту. Сражение при Атланте стало самым кровопролитным сражением кампании, но Худ достиг только того, что оттеснил часть корпуса Блэра с его позиции. Армия Макферсона потеряла 3722 человека, а потери Худа обычно оцениваются в 8 000 или 10 000, хотя по мнению Альберта Кэстела они едва ли превышали 5500 человек.
И только одна единственная железная дорога — на юг, к Мейкону и Саванне, ещё действовала ... Скарлетт обуял ужас, когда она поняла, какое значение приобрела эта дорога, как яростно Шерман будет стараться её захватить и как отчаянно будет биться за неё Худ. Ведь это та дорога, что проходит и через Джонсборо. А Тара всего в пяти милях от Джонсборо!
После сражения при Атланте федеральная армия вплотную приблизилась к укреплениям Атланты, и обнаружила, что они очень сильны. Шерман отказался от штурма укреплений, но не готов был и к классической осаде. Он решил отрезать город от всех железных дорог и тем принудить его к капитуляции. Таким образом кампания превратилась в борьбу за железные дороги. В Атланту вело четыре таких дороги, и к 25 июля две из них уже были захвачены. Western and Atlantic Railroad снабжала армию Шермана, а Georgia Railroad была испорчена корпусом Доджа перед сражением. Оставалась дорога, которая шла на юг в Ист-Пойнт и там разветвлялась на две ветки: Atlanta&West Point Railroad шла на Монтгомери и Селму, а Мейконская дорога шла на Мейкон и Саванну. 24 июля Шерман сообщил в Вашингтон, что как только его кавалерия отдохнёт, он отправит Теннессийскую армию на правый фланг своей позиции и далее в обход Атланты, пока не отрежет её от Мейкона.

### Кадровые перестановки
Перед началом сложного манёвра по обходу Атланты Шерману необходимо было найти Теннессийской армии командира. Логан вполне подходил на эту роль, но Шерман полагал, что командовать армиями должны только выпускники Вест-Пойнта, поэтому выбор был между Ховардом и Хукером. Шерман не любил Хукера, поэтому передал армии Ховарду. Хукер был возмущён этой несправедливостью и подал в отставку. 27 июля Шерман принял его отставку и на этом завершилась военная карьера генерала Хукера. Во главе XX корпуса Шерман поставил Генри Слокама.
Изменения произошли и в армии Худа. 24 июля он сместил генерала Маккола с должности начальника штаба армии и назначил на его место Фрэнсиса Шупа. Худ расформировал дивизию погибшего Уокера и распределил её бригады по дивизиям Клейберна, Мэни и Бейта. Он вызвал из Флориды генерал-майора Паттона Андерсона и поставил его во главе дивизии Хайндмана/Брауна. Он вызвал в Атланту Стивена Ли и поставил его во главе своего бывшего корпуса, вернув Читема к командованию дивизией. В это же время он формально переименовал Миссисипскую армию в корпус Теннессийской армии. Генерал Пресстман был смещён с поста главного инженера и на его место был назначем Мартин Смит, который имел опыт проектирования укреплений Виксберга, Ричмонда и Питерсберга, и мог быть полезен в Атланте. Худ думал и о том, как избавиться от генерала Харди и надеялся заменить его на Ричарда Тейлора.

### Сражение у Эзра-Черч

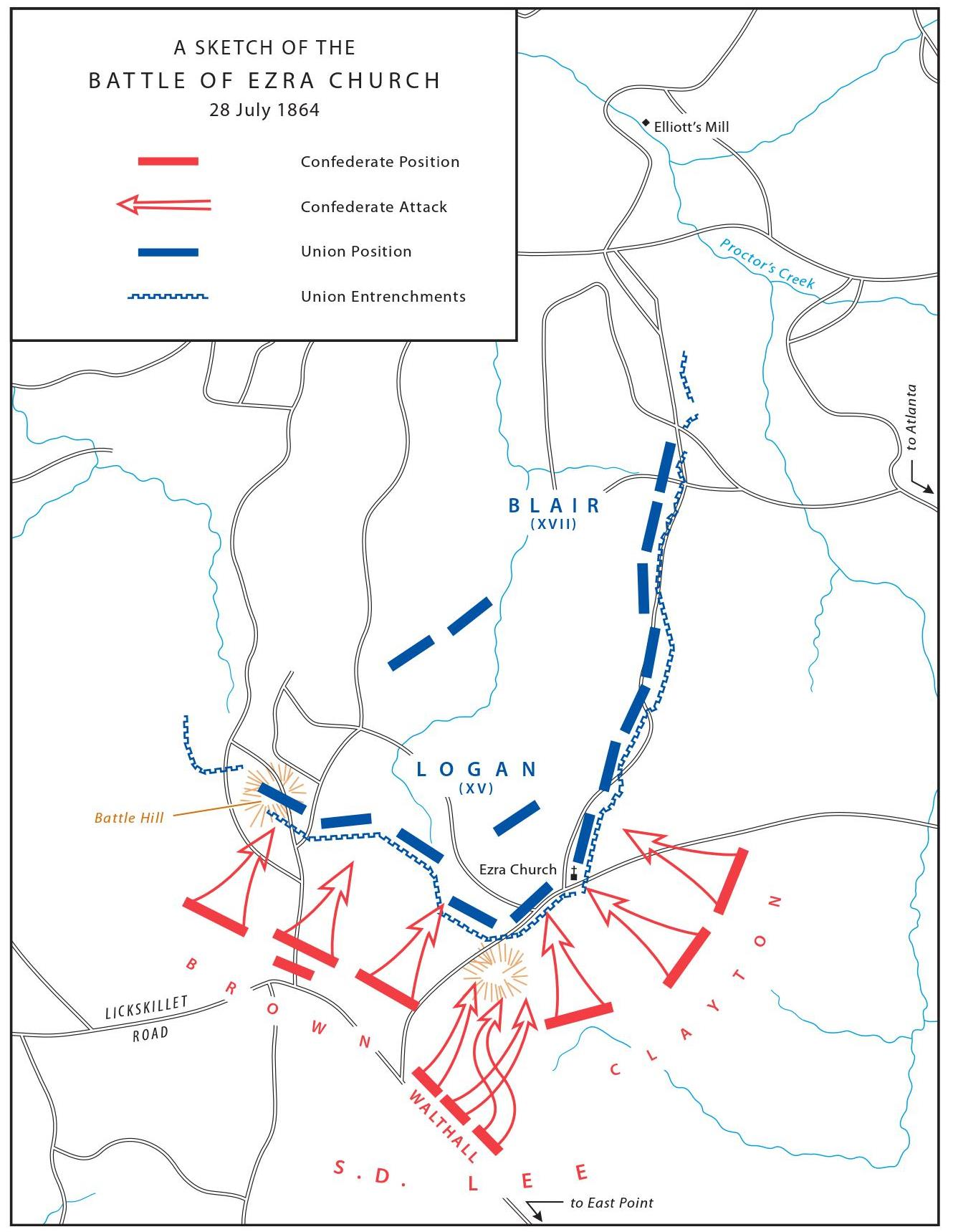
Сражение при Эзра-Чёрч

27 июля до восхода солнца Теннессийская армия генерала Ховарда покинула позиции восточнее Атланты и начала перемещаться на правый фланг армии. Шерман показал Ховарду длинный хребет, который тянулся на юг западнее Атланты, и велел идти на юг под прикрытием хребта, чтобы выйти к Ликскиллет-Роад и оттуда разрушить железную дорогу на Мейкон. Шерман решил, что Худ не решится на третью атаку и что Ховарду ничего не угрожает. Но Ховард не был уверен в пассивности Худа, и наступал осторожно, поддерживая контакт с правым флангом XIV корпуса. К вечеру две дивизии стояли на хребте фронтом к Атланта, а корпуса Блэра и Логана должны были с утра удлинять фланг вправо. Худ заметил перемещение Теннессийской армии и сразу предпринял контрмеры. Он приказал Стивену Ли, который первый день командовал корпусом, отправить дивизии Брауна и Клейтона на Ликскиллет-Роуд и сдерживать там наступление Ховарда. Стюарту было приказано взять дивизии Уотлталла и Лоринга и обойти правый фланг противника. Утром 29 июля предполагалось атаковать противника с тыла. Таким образом, он предполагал осуществить 29 июля то, что уже пытался сделать 22-го под Атлантой.
На рассвете 28 июля Ховард продолжил выдвижение, к полудню весь корпус Блэра стоял фронтом к Атланте, дивизия Вуда вышла к методистской церкви Эзры, а дивизии Харроу и Моргана Смита находились правее Вуда и продвигались на юг. Около 12:30 дивизия Смита была атакована дивизий Брауна к северу от дороги Ликскиллет-Роуд. Когда две или три атаки Брауна были отбиты, Стивен Ли послал в атаку дивизию Клейтона, но и её атака не удалась. В это время на поле боя появился Стюарт с дивизиями Уолталла и Лоринга. Ли приказал Стюарту атаковать фланг Ховарда, несмотря на то, что только что получил приказ сдерживать противника на Ликскиллет-роуд, но не атаковать его. В 14:00 Стюарт послал в бой дивизию Уолталла, которая атаковала позиции Моргана Смита, но не смогла взять их. Она стала отходить, и в это время Стюарт получил пулевое попадание в голову, а затем был ранен и Лоринг. Уолталл принял командование обоими дивизиями. Сражение завершилось. Ховард раздумывал о том, чтобы выбить противника с поля боя и броситься на Атланту, но он не хотел рисковать в первые дни командования армией.
В этом сражении Ховард потерял 632 человека. Южане потеряли впятеро больше, почти 3 000 человек. Историки в основном обвинили в неудаче Худа, хотя ответственность лежит главным образом на Стивене Ли, который не должен был начинать атаку в тот день. Генерал Шерман не ожидал этого сражения и оно, как и предыдущие два, было выиграно не столько благодаря, сколько вопреки его действиям. Шермана спасла осторожность Ховарда, которую Шерман считал чрезмерной.
Сражение у Эзра-Чёрч остановило наступление Ховарда на Ист-Пойнт. Через несколько дней, 1 августа, Шерман узнал о разгроме кавалерии Маккука в сражении при Браунс-Милл. Ист-Пойнт оставался целью Шермана, но так как Ховард явно не был готов к решительному наступлению, то Шерман решил использовать для этой цели XXIII корпус Скофилда. Ночью 1 августа Скофилд покинул позиции к востоку от Атланты и начал марш на правый фланг армии.

### Сражение при Атой-Крик
2 августа корпус Скофилда прошёл мимо позиций армии Ховарда и вышел к северному рукаву ручья Атой-Крик. Он был готов продолжать наступление, но Шерман решил усилить Скофилда корпусом Джона Палмера. Утром 4 августа он приказал корпусам Скофилда и Палмера решительно наступать к железной дороге около Ист-Пойнта и захватить её до того, как противник построит укреплённую линию на их пути. Однако, генерал Палмер был старше Скофилда званием и отказался получать приказы напрямую от него. Шерман приказал ему подчиниться Скофилду, но Палмер отказался это делать и подал в отставку. Шерман не принял этой отставки. Он уговорил Палмера принять участие в наступлении, и 5 августа корпус Палмера двинулся вперёд, но действовал нерешительно, наткнулся на дивизию Бейта и остановился. Шерман решил, что проблема заключается в личности Палмера и согласился принять его отставку. Новым командиром корпуса он решил сделать Джефферсона Дэвиса, и отправил в Вашингтон официальный запрос.
Скофилд решил послать в бой свой собственный корпус. Утром дивизия Джейкоба Кокса пошла в наступление, но упёрлась в укрепления южан (левый фланг Бейта) и при попытке атаковать потеряла несколько сотен человек. Тогда дивизия Хэскелла пошла в обход фланга Бейта. Заметив этот манёвр, Худ приказал Бейту отступить на несколько сотен метров и возвети новую линию. Утром 7 августа корпус Скофилда вышел к этой линии, но даже не стал её штурмовать. Шерман понял, что как бы он ни удлинял свой правый фланг, Худ с такой же скоростью будет удлинять свой левый. Он решил прекратить манёвры и приступить к бомбардировке Атланты, надеясь таким образом заставить южан эвакуировать город.

### Бомбардировка Атланты
20 июля федеральная артиллерия сделала первый выстрел по Атланте, и с того дня обстрелы происходили постоянно, иногда тяжёлые, но чаще лёгкие. 4 августа один офицер писал, что в Атланте много где видны попадания снарядов, а в некоторых частях города есть дома с десятком попаданий. Но ни одно здание так и не было разрушено, а поезда регулярно прибывали на станцию. В городе оставалось от 2000 до 5000 жителей, которым армия каждый день раздавала 1500 рационов. В первые дни бомбардировка вызывала панику, но потом к ней привыкли. Жителям рекомендовалось соблюдать предосторожности: избегать квартала Файв-Пойнтс, держаться подальше от церковных шпилей и высоких труб, которые были ориентиром для артиллерии. Многие жители города вырыли у себя во дворах бомбоубежища в виде ямы, перекрытой брёвнами.
9 августа начался обстрел невиданной ранее интенсивности. Снаряды падали каждую минуту, а иногда и каждую секунду. В тот день по городу было выпущено 3000 снарядов и ядер. Однако, большинство снарядов упало около штаба Худа на пересечении Уайтхолл-стрит и Пятой аллеи. Никто не погиб, а федеральные наблюдатели зафиксировали только одну разрушенную печную трубу. 10 августа дождь помешал обстрелу, поэтому только вечером было сделано несколько выстрелов из 4,5 дюймовых орудий Родмана, доставленных из Чаттануги. Они вели огонь снарядами весом 33 фунта на дистанцию до 2200 метров. В тот день Шерман сообщил Ховарду, что намерен превратить Атланту в пустыню. Но уже 11 августа Шерман начал терять терпение и велел Скофилду послать дивизию у Ист-Пойнту. На следующий день он получил сообщение о том, что ему присвоено звание генерал-майора регулярной армии. Из рейда на Ист-Пойнт ничего не вышло, а к полуночи разорвало два 20-фунтовых Паррота, а у Родманов кончились боеприпасы.
Бомбардировка явно не давала результатов, а между тем у военнослужащих армии Шермана истекали сроки службы, и его армия постепенно слабела. Запасы тоже подходили к концу, а военный комиссариат докладывал в Вашингтон, что при нынешних темпах потребления продовольствия хватит только до 15 сентября, а фуража до 1 сентября. Кроме того, Республиканская партия теряла доверие; Грант не мог взять Ричмонд, и единственной победой перед выборами могло быть взятие Атланты. Утром 13 августа Шерман сообщил в Вашингтон, что намерен оставить один корпус на позициях у моста через Чаттахучи для охраны обозов и артиллерии, а остальную армию, примерно 60 000 человек, хочет отправить в рейд вокруг Атланты.

### Рейд Килпатрика
Утром Шерман обсудил предстоящий манёвр армии с Томасом, Ховардом и Скофилдом, но днём получил сообщение, что кавалерия противника совершила набег на станцию Акворт. В последующие два дня приходили сообщения о набегах кавалерии Уилера на Долтон и Ресаку. Но Шерман не придал этому большого значения: у него было запасено продовольствия не две недели, и он верил, что его инженеры смогут быстро исправить любые повреждения. И так как вся кавалерия Уилера ушла в рейд, то Шерман решил, что он может предпринять свой собственный. 15 августа он велел Гаррарду совершить рейд в районе Декейтера, а Килпатрику — напасть на станцию Фэрбёрн. 16 августа он узнал, что Килпатрик смог прорваться к Фэрбёрну и уничтожить несколько миль железнодорожного полотна. Он подумал, что если усилить отряд Килпатрика, то он сможет прорваться к Мейконской дороге. Утром 17 августа он получил подробный отчёт Килпатрика и сразу приостановил наступление всей армии, запланированное на 18 августа. Он написал Томасу, что на хочет гонять всю армию по Джорджии, если есть более простой способ разрушить Мейконскую дорогу.
Утром 18 августа Килпатрик выступил из Сэндтауна с пятью кавалерийскими бригадами (4700 человек), утром 19 августа вошёл в Фэрбёрн, а днём перешёл реку Флинт в полутора милях от Джонсборо. В Джонсборо стояла бригада Фрэнка Армстронга, но она как раз ушла к станции Лавджой. В 17:00 Килпатрик вошёл в Джонсборо и начал разрушать железнодорожное полотно, но из-за дождя не смог испортить рельсы огнём. В 22:00 он направился к станции Лавджой, но наткнулся на кавалерию Росса и ушёл в восточном направлении. Утром 20 августа южане обнаружили, что его нет в Джонсборо и начали преследование. В 11:00 авангард Килпартика (бригада Минти) вышла к станции Лавджой, наткнулась на арканзасскую бригаду Рейнольдса, а кавалерия Росса атаковала их с тыла. Федеральные кавалеристы атаковали Росса с саблями наголо, проведя первую и последнюю кавалерийскую атаку этой кампании. Им удалось прорваться, уйти к Макдоно и днём 22 августа добраться до Декейтера. Килпатрик потерял 237 человек, нанеся противнику примерно тот же урон.
Килпатрик доложил Шерману, что он разрушил 13 миль дороги и вывел её из строя на 10 дней. Но уже в тот самый день наблюдатели сообщили Шерману, что заметили прибывающий в Атланту поезд. Килпатрик успел разобрать всего полмили полотна, и южане восстановили дорогу уже 21 августа. 23 августа Шерман понял, что его надежд на успех рейда не оправдались, и сообщил Томасу, Ховарду и Скофилду, что придётся идти к Мейконской дороге силами всей армии. Томас ответил, что будет готов к наступлению 25 августа.

### Наступление на Джонсборо

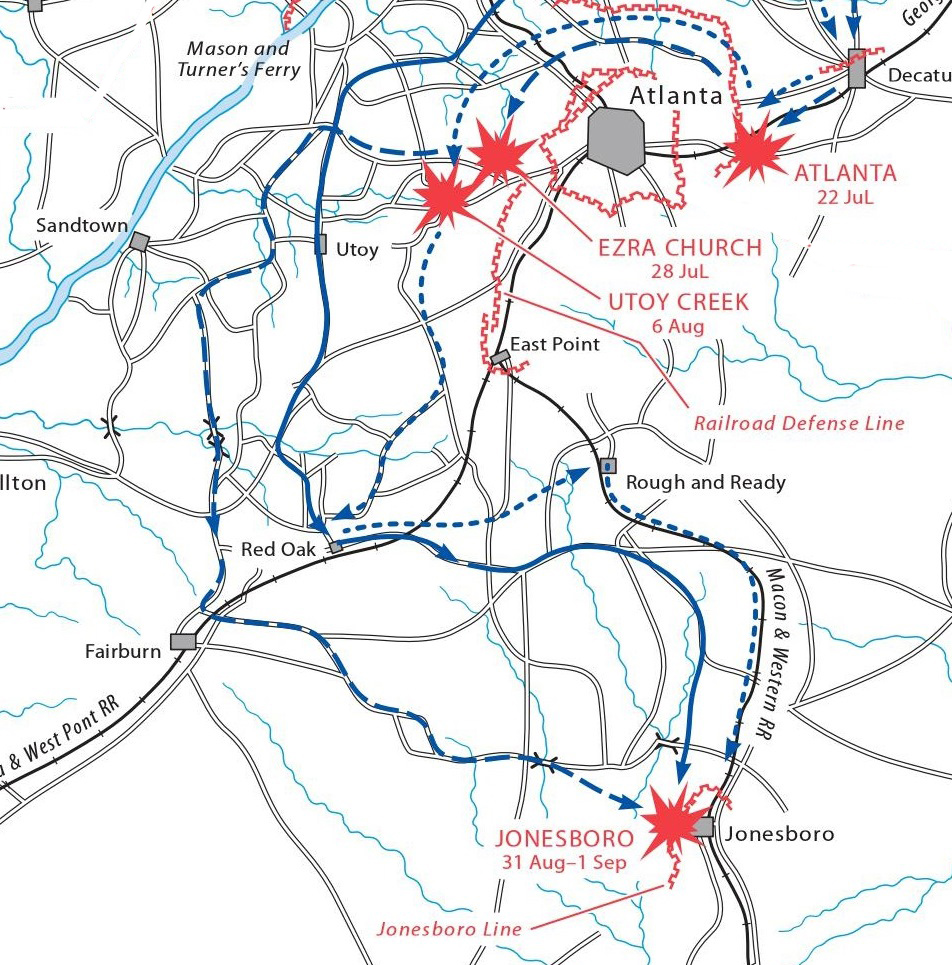
Наступление Шермана на Джонсборо

К 25 августа Шерман завершил все приготовления к походу на Джонсборо, отправил все лишние обозы за Чаттахучи, взял с собой боеприпасов по сто выстрелов на человека, продовольствия на 15 дней и фуража на тот же срок, а заодно убрал с позиций все осадные орудия. В 20:00 XX корпус покинул траншеи и отступил к реке Чаттахучи. IV корпус прошёл по его тылам и утром 26 августа прибыл в Атой, где развернулся для прикрытия армии Шермана с севера. В тот день Фрэнсис Шуп записал в журнале, что по всеобщему мнению северяне уходят за Чаттахучи. Однако, правый фланг Шермана остался на месте, что навело Худа на мысли, что противник планирует наступление на юг. Он приказал кавалерии Джексона внимательно следить за состоянием левого фланга.
В ночь на 27 августа XIV корпус снялся с позиций и переместился к югу от Атой-Крик. Три корпуса Ховарда переместились к Кэмп-Крик, четырьмя милями южнее Атой-Крик. Южане в этот день заняли брошенные противником позиции и обнаружили там много брошенного продовольствия. Худ усилил корпус Харди и велел кавалерии следить, чтобы противник не прорвался к городку Ру-энд-Рэди на Мейконской дороге. Вопреки мнению современников и многих историков, Худ хорошо понимал, что Шерман задумал наступление в южном направлении, но он не знал, куда именно Шерман пойдёт и когда. Поэтому в тот день он разместил войска так, чтобы быть готовым к любой неожиданности. В полдень 28 августа XV и XVII корпуса вышли к городку Фэрбёрн, а IV и XIV корпуса к Рэд-Оак. У Шермана оставалось достаточно дневного времени, чтобы подойти к Джонсборо или Ру-энд-Рэди, но он велел корпусам остановиться и весь день 29 августа заниматься разрушением железной дороги. Он не догадывался, что эта дорога не является основной артерией снабжения, и не подумал, что для её разрушения достаточно просто оставить в тылу один корпус.
30 августа в Чикаго собрался партийный конвент Демократической партии, который объявил предвыборную платформу партии и выдвинул кандидатом в президенты Джорджа Макклеллана. В этот же день, в 07:00, корпуса армии Ховарда, действуя в соответствии с приказами, отданными 29 числа, начали наступление к Джонсборо. Кавалерия южан тормозила их продвижение, так что только около 15:00 XV корпус вышел к Ренфро-Плейс, где ему предполагалось остановиться. День был жаркий, а ближайшая воды находилась или в миле позади или, в виде реки Флинт, в трёх милях впереди. Ховард знал, что Шерман не любит отступлений, поэтому он приказал корпусу идти к реке Флинт. Кавалерия Юга встретила их на рубеже реки, но авангард корпуса отбросил кавалерию и успел потушить подожжённый мост. Корпус перешёл реку, и тут Ховард велел ему остановиться и окопаться. Он не знал, какими силами южане удерживают Джонсборо и не хотел рисковать. Его цель была уже достигнута: с позиций XV корпуса можно было препятствовать движению поездов даже артиллерийским огнём. Он не знал, что Джонсборо удерживают всего 2500 человек, и в основном кавалерия.

### Сражение при Джонсборо
Худ не ожидал, что противник подойдёт к Джонсборо так быстро, поэтому только в 18:00 осознал всю серьёзность ситуации. В 21:00 он встретился в штабе с Харди и Ли, и приказал Харди утром 31 августа, как можно раньше, атаковать противника (размер которого он оценивал в два корпуса) и отбросить его за реку Флинт, после чего Ли и Стюарт должны будут атаковать левый фланг армии Шермана. Если же атака Харди не удастся, то Атланту придётся эвакуировать. Харди прибыл в Джонсбро в 3 часа ночи, но его корпус ещё был в пути. Худ напоминал Харди, что атаковать надо как можно раньше, чем раздражал Харди, который уже принял решение покинуть Теннессийскую армию при первой возможности. Корпус Харди прибыл на позицию только в 09:00, а корпус Ли задерживался ещё на несколько часов. Ховард заметил, что южан в Джонсборо становится всё больше, и пришёл к выводу, что атаковать Джонсборо уже поздно. Шерман признал, что атака потеряла смысл и стоит продолжать марш в обход фланга противника.
В 14:00 Харди сообщил Худу, что готов атаковать. Два корпуса под его командованием насчитывали официально 26 000 человек, хотя на деле их было не более 20 000. В 15:00 артиллерия Харди открыла огонь, а через несколько минут пошла в наступление стрелковая цепь его левой дивизии (Клейберна). Ли принял стрельбу за основную атаку и послал в наступление свой собственный корпус. Он сразу был остановлен ружейным огнём, а потом стал отступать. В это время дивизия Клейберна встретила кавалеристов Килпатрика и, преследуя их, уклонилась влево от линии наступления. Дивизии Брауна и Мэни только приблизились к укреплениям противника, но даже не стали их штурмовать. На этом сражение и завершилось. Федеральная армия потеряла 172 человека. Харди потерял 2200, из них 1400 в корпусе Ли. Были ранены бригадные генералы Альфред Камминг и Паттон Андерсон. Шерман узнал о результатах боя в 16:45 и одновременно узнал о том, что корпус Скофилда вышел к Мейконской дороге у Ру-энд-Рэди. Теперь Скофилд мог атаковать Харди с севера, но приказ Шермана выглядел так, как будто он ожидал от Скофилда только разрушения железной дороги.
Вечером генерал Томас, который всегда думал о том, чтобы разбить армию противника одним ударом, предложил отправить два корпуса в обход левого фланга Харди, чтобы отрезать пути отступления к Мейкону, однако, Шерман не принял этого предложения. Он предполагал, что Харди вернётся в Атланту, поэтому лишь велел корпусу Стэнли двигаться к Джонсборо, разрушая по пути дорогу. В тот же вечер Худ приказал корпусу Ли переместиться ближе к Атланте, а корпусу Харди занять оборонительную позицию у Джонсборо. Худ велел корпусу Стюарта и ополчению Смита покинуть Атланту по дороге на Макдоно. В это время Шерман решил атаковать корпус Харди с правого фланга силами IV (Стэнли), XIV (Дэвиса) и XXIII (Скофилда) корпусов, при одновременной отвлекающей атаке с фронта.
Генерал Дэвис и его XIV корпус всё утро ждал, пока IV корпус подойдёт к его левому флангу, поэтому только в 16:00 начал атаку. Первая атака была отбила, но вторая, предпринятая силами корпуса Бэйрда, сумела прорвать оборону противника на участке 6/7 Арканзасского полка. Впервые в истории кампании северянам удалось осуществить удачную фронтальную атаку, но они не стали развивать успех. Шерман решил, что разгром противника довершит IV корпус Стэнли, но этот корпус встретил что-то, что показалось ему укреплениями, и остановился. Ночь остановила сражение. Шерман остался недоволен результатами. Он упустил возможность разгромить противника и винил в этом Стэнли. XIV корпус потерял 1272 человека, не добившись никакого стратегического результата.

### Эвакуация Атланты

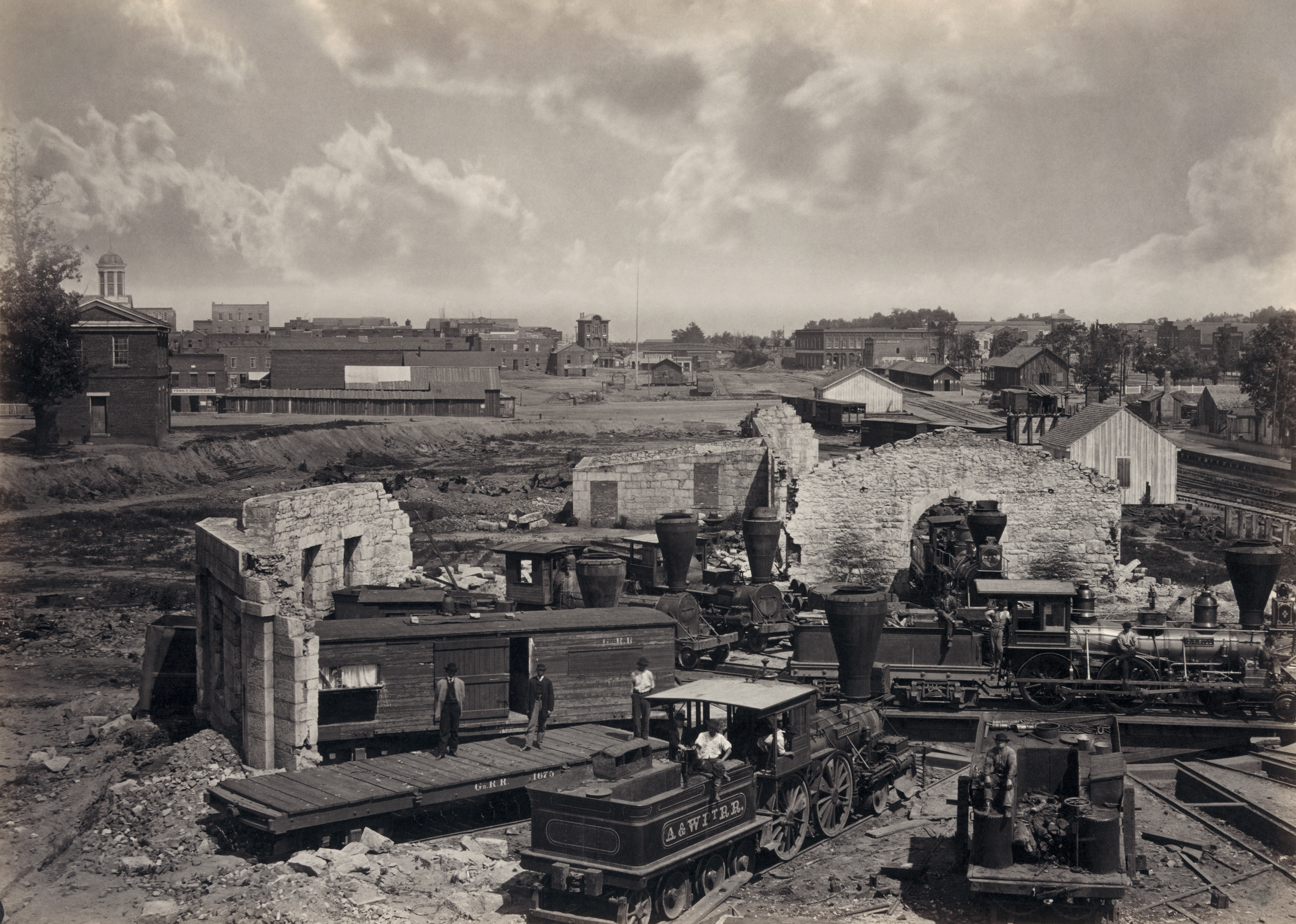
Веерное депо Атланты после эвакуации города

1 сентября в полночь Худ узнал о неудачной атаке Харди 31 числа, и понял, что отбить Мейконскую дорогу не получится, поэтому Атланту надо эвакуировать. Корпус Стюарта и ополченцы Смита получили приказ покинуть город с наступлением вечера. С наступлением темноты начали отступление ополченцы, а затем дивизии Уолталла и Фетерстона. Дивизия Фрэнча осталась прикрывать отход. Только в 23:00 Фрэнч тоже покинул траншеи и отправился за остальной армией. На железнодорожных путях в восточной части города оставались пять локомотивов и 81 вагон, из которых 28 были загружены порохом, снарядами и пятью тысячами новых винтовок. Полковник Макмикен, главный квартирмейстер армии, ещё прошлой ночью получил приказ вывезти их из Атланты, но он не выполнил приказ, а Шуп его не проконтролировал. После утраты Мейконской дороги эти поезда оказались заперты в Атланте. Паровозы пришлось уничтожать различными способами, но паровоз «Генерал» так и остался неповреждённым. Вагоны с боеприпасами были подожжены, что привело к взрыву, который иногда называют самым крупным взрывом Гражданской войны. Так были потеряны 10 орудий разных типов, 14 000 артиллерийских зарядов; тринадцать осадных орудий пришлось оставить в укреплениях.
У Шермана оставался свободный корпус Скофилда (XXII), который можно было отправить к югу от Атланты и полностью отрезать армии пути отступления из города, но он сосредоточил всё внимание на корпусе Харди, и упустил эту возможность, поэтому корпус Стюарта беспрепятственно вышел по дороге на Макдоно на соединение с Харди и Ли.

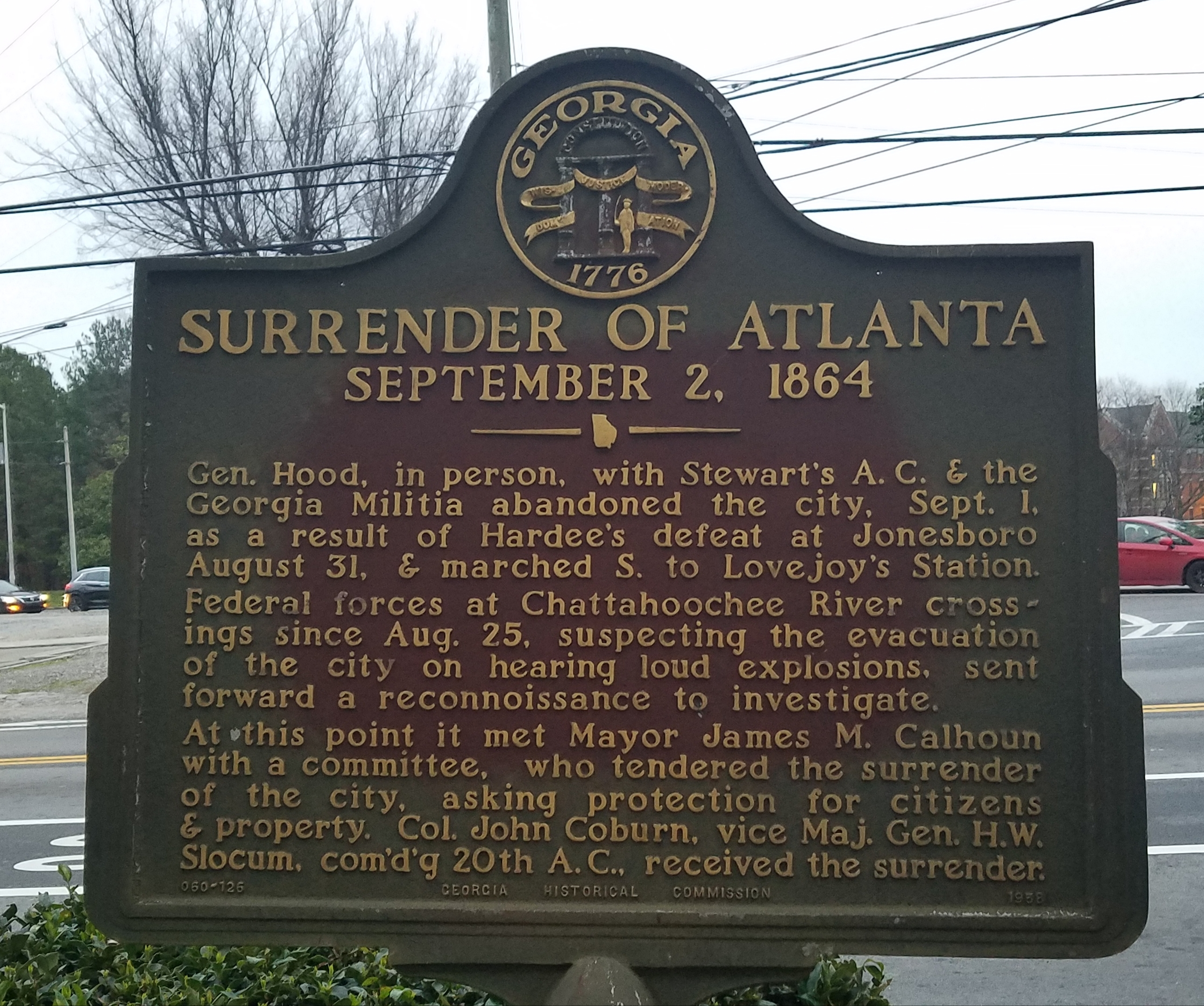
Исторический маркер на месте капитуляции

С уходом армии в Атланте начались грабежи и мародёрство. Мэр города Джеймс Кэлхун встретился с представителями городского совета на углу Пичтри-Стрит и Мариетта-Стрит, и они решили, что спасти город может только формальная капитуляция. Они достали белый флаг и вышли по Мариетта-стрит на северную окраину города, где им встретился отряд кавалерии. Офицер вызвал полковника Джона Коберна, и мэр сообщил ему, что в городе не осталось военных, кроме кавалерии Фергюсона. Кэлхуну посоветовали написать текст капитуляции, и он написал на листке из блокнота: «Сэр, превратности войны отдали Атланту в ваши руки. Как мэр города я прошу защитить нонкомбатантов и частную собственность». Он хотел взять с Коберна письменные гарантии защиты граждан и собственности, но решил, что это не срочно. Об этом упущении Кэлхун потом жалел всю жизнь. В 14:00 генерал Слокам (командир XX корпуса) въехал в Атланту и разместил там свой штаб. Он отправил в Вашингтон телеграмму, первые слова которой гласили: «Генерал Шерман взял Атланту».
В это время отступающий корпус Харди занял оборону в миле севернее станции Лавджой. В корпусе осталось максимум 10 000 человек, а вероятнее всего 8 000. В 14:00 федеральная армия подошла к этой позиции, и Шерману показалось, что укрепления противника не очень сильны. В 15:20 пошли в наступление XV и XVI корпуса, но уже в 16:00 Шерман приказал им остановиться. Дивизия Вуда всё же пошла в атаку, но была отбита. Шерман всё ещё не знал, что происходит в Атланте, и это его беспокоило. В 20:00 он приказал не начинать атаку, пока не прояснится ситуация с Атлантой. И только теперь он приказал Скофилду занять дорогу на Макдоно. Только утром 3 сентября Шерман получил сообщение от Слокама о взятии Атланты. Узнав это, Шерман решил прекратить кампанию. Не было смысла преследовать противника дальше до Мейкона, для этого нужна была линия снабжения, а Мейконскую дорогу Шерман сам же и разрушил. Он объявил армии, что Атланта взята, и что разрушение дорог можно прекращать. Затем он написал записку в Вашингтон, которая была доставлена в Атланту и отправлена оттуда по телеграфу. «Атланта наша и полностью захвачена. Я не буду продолжать рейд, а вернусь в Атланту и дам людям отдохнуть. С 5 мая мы были в постоянных боях и нам нужен отдых».

## Последствия
После взятия Атланты Шерман приказал всем её жителям покинуть город, чтобы они не мешали армии. Худ должен был помочь ему переправить гражданских от Ру-энд-Рэди к станции Лавджой и далее на подконтрольные Югу территории. Сам Шерман пребывал в неопределённости относительно будущего. Его армия сокращалась из-за завершения сроков службы у рядовых и по иным причинам. Боевые действия в Миссури вынудили его отправить туда две дивизии. Генерал Томас был отправлен в Чаттанугу с другими двумя дивизиями. Скофилд был переведён на административную работу и его место занял Кокс. Генерал Додж был ранен, поэтому его XVI корпус был расформирован, а дивизии распределены по другим корпусам. Генералы Логан и Блэр покинули армию для участия в политической жизни.
Худ сконцентрировал свои корпуса у станции Лавджой, прикрывая направление на лагерь военнопленных Андерсонвилл. Только 21 сентября военнопленные были перемещены во Флориду, что позволило Худу переместить армию к Пальметто, городку в 25 милях западнее Атланты. Армия немного сократилась в численности, поскольку губернатор Браун забрал из неё джорджианских ополченцев. 25 сентября армию посетил президент Дэвис, который освободил Харди от должности командира корпуса и поставил на его место генерала Читема. Возможно, с согласия президента Худ отправил свою армию на север и уже 2 октября он был около Мариетты. В ответ Шерман оставил в Атланте корпус Слокама, а остальную армию, примерно 65 000 человек, направил к Мариетте. 4 октября Худ захватил федеральный гарнизон в Акворте, а дивизия Френча атаковала Аллатуну, но была вынуждена прекратить атаку раньше времени. 9 сентября Шерман прибыл в Аллатуну, где обнаружил, что противник уже ушёл на север. Шерман жаловался, что не понимает намерений Худа, в отличие от Джонстона, который действовал более рационально и был предсказуем. 10 октября Худ перешёл реку Куса около Рома, 11 числа атаковал Ресаку, а затем захватил федеральный гарнизон в Долтоне, почти 1000 человек. 13 сентября Шерман прибыл в Ресаку, а Худ в это время уже планировал вторжение в Теннесси, которое и начал 17 октября. Шерман преследовал Худа до алабамского Гейлсвилла, где 26 октября изменил свои планы. Он поручил Томасу отправиться в Нэшвилл, собрать все доступные федеральные войска (их набралось 70 000) и заняться Худом, а сам вернулся в Атланту, сжёг город до основания, а 16 ноября начал марш к восточному побережью. Боевые действия между армиями Худа и Томаса стали известны как Франклин-нэшвиллская кампания.

### Потери
По данным «Энциклопедии американской Гражданской войны» в ходе кампании погибло 4 423 военнослужащих армии Севера и 3 044 военнослужащих армии Юга. Было ранено 22 822 северянина и 18 952 южанина. С обеих сторон 17 335 человек попало в плен. Эти цифры повторяет сайт проекта American History Central, но разделяет раненых (4 442 северян и 12 983 южан) и называет общие потери: 31 600 у армии севера и 35 000 у армии Юга.
Сайт проекта American Battlefield Trust называет общие потери: 34 500 со стороны Севера и 35 000 со стороны Юга. New Georgia Encyclopedia называет иные цифры: 37 000 северян и 32 000 южан

### Оценки
Планы Гранта на 1864 год предполагали два основных наступления: Гранта на Ричмонд и Шермана на Атланту. Из этих двух наступление Шермана оказалось более важным для достижения победы, но и более сложным. Шерман зависел от железной дороги, в то время как Грант снабжал армию по морю. Шерман действовал далеко в глубине вражеской территории и в случае поражения ему было бы труднее отступить. Значение кампании Шермана во многом недооценено из-за традиционной переоценки Восточного театра войны.
Атлантская и Оверлендская капании очень отличались от предыдущих кампаний войны. Ранее армии сходились в крупных сражениях время от времени, с большими паузами между сражениями. Даже крупные сражения длились относительно недолго. В ходе же Атлантской кампании армии противников постоянно, с мая по сентябрь, находились в контакте, и столкновения разной интенсивности, от мелких перестрелок до крупных сражений, происходили почти каждый день. Ничего подобного не случалось ранее. События кампании так же не укладываются в традиционный миф о том, что на генералы Юга всегда были лучше генералов Севера. Миф возник из избыточного внимания к событиям восточного театра, в то время как на западном театре южные генералы не выделялись способностями, и кампания стала дополнительным тому подтверждением. Джонстон не ожидал обхода своей армии слева и лишь случайно не оказался отрезан от тыла. По ходу компании становилось всё более очевидно, что у него нет своего плана, а он только реагирует на действия противника.

### Влияние на предвыборную кампанию
Когда пришли известия о взятии Атланты, во всех городах Севера, от Мэна до Калифорнии это событие отметили торжественными шествиями, колокольным звоном, фейерверками, салютами и митингами. Линкольн призвал отметить победу церковными службами. «Для большинства северян падение Атланты означало, что война может быть выиграна — фактически, что она уже выиграна», писал Альберт Кэстел. Выиграла от этого в основном Республиканская партия. Газеты писали, что политическая полгода меняется, что облака, которые сгущались над республиканской партией, разошлись, и небо прояснилось. Даже республиканец Хорас Грили, который выступал за замену Линкольна другим кандидатом, теперь объявил, что «все мы теперь под знаменем Линкольна». Радикальные республиканцы, которые были готовы порвать с партией и сплотиться вокруг Фримонта, теперь вернулись в партийные ряды. Для Демократический партии падение Атланты случилось как нельзя более невовремя. Они долго оттягивали со сбором партийного конвента, чтобы дождаться предсказуемой ситуации на фронтах, но всего за три дня до взятия Атланты всё же собрались на конвент и выдвинули в кандидаты Джорджа Макклеллана, политическая платформа которого строилась на том, что война проиграна. Теперь эта платформа потеряла всякий смысл. Макклеллан попытался спасти положение в письме от 9 сентября, в котором он признал, что не может быть мира без Союза, и в случае победы на выборах он будет продолжать войну. Радикальные демократы решили, что Макклеллан ничем не лучше Линкольна и даже были готовы созвать новый конвент. Республиканцы обращали внимание на противоречие между политикой партии и её кандидата, и на бессмысленность замены Линкольна на Макклеллана в данной ситуации. В результате на голосовании в октябре и ноябре Линкольн получил 212 голосов коллегии выборщиков, а Макклеллан 21 голос: от Дэлавера, Кентукки и Нью-Джерси.

## Атлантская кампания в кино и литературе
Историк Джеймс Макдоно писал, что большинство людей представляют себе Атлантскую кампанию по книге Маргарет Митчелл «Унесённые ветром», и ни один историк не может писать о кампании Шермана без обсуждения этого романа. Митчелл была писателем, а не историком, но она с уважением относилась к истории как науке, и потратила десять лет, чтобы прочитать тысячи книг по этой теме. Она лично прошла по всем местам сражений кампании. Она очень боялась возможной критики историков и ветеранов и признавалась, что такое иногда снилось ей в кошмарных снах. Впоследствии она писала, что в романе нет ничего такого, чего она бы не могла доказать.
Митчелл лишь вскользь упоминает события 1862—1864 года, оставляет без внимания сражение при Энтитеме и даже сражение при Чаттануге, что Макдоно считал большим упущением. Но начиная с 17-й главы она на 130 страницах излагает события Атлантской кампании; Даниель Аарон назвал это смесью серьёзной журналистики, упорного исследования и личной фантазии. Она описывает наступление Шермана как небольшое тёмное облачко, которое приближается всё быстрее и превращается в огромную грозовую тучу. Она оценивает армию Джонстона в 40 000 человек, хотя в реальности она насчитывала около 70 000, но это в целом соответствовало представлениям исторической науки 1920-х годов. Она несколько преувеличила значение скромных перестрелок при Кэлхуне и Биг-Шанти. Она не упоминает сражение у горы Кеннесо, лишь сообщая, что Джонстон отступил, потеряв треть своей армии. Это означало бы потерю 20 000 человек, хотя Джонстон потерял втрое меньше. Она описывает «агонию и панику» в Атланте после перехода Шерманом реки Чаттахучи. Она часто касается обсуждения темы замены Джонстона на Худа, и пишет, что армия была недовольна этой заменой. Макдоно считает, что такое отношение армии описано исторически неточно, и что в армии в основном любили Худа.
Через месяц после публикации романа Дэвид Селзник выкупил права на роман и приступил к съёмкам одноимённого фильма. Митчелл сразу отказалась от всякого участия в этом процессе, но она посоветовала Уильбура Курца в качестве исторического консультанта. Он стал принципиальным борцом за историчность и добился, в частности, того, чтобы из фильма убрали анахронизмы в виде белых античных колонн. Курц хорошо помнил Атланту 1864 года и добился того, что каждое здание в фильме стояло именно там, где оно находилось в годы войны. Для имитации красной джорджианской земли завозили красную землю из Аризоны. Авторы сценария внесли в авторский текст много изменений. Из фильма убрали все дискуссии относительно замены Джонстона на Худа. Джеймс Макдоно называл крупнейшим упущением фильма то, что авторы не показали постепенное приближение Шермана к Атланте и постепенное нарастание напряжённости. В фильме показано Рождество 1863 года и потом сразу же бомбардировка Атланты. Тем самым Селзник сделал фильм менее напряжённым и менее историчным.

### Статьи
- Errol MacGregor Clauss. Sherman’s Failure at Atlanta (англ.) // The Georgia Historical Quarterly. — Atlanta, GE: Georgia Historical Society, 1969. — Vol. 53, iss. 3. — P. 321—329.
- Thomas Robson Hay. The Atlanta Campaign, Part I (англ.) // The Georgia Historical Quarterly. — Atlanta, GE: Georgia Historical Society, 1923. — Vol. 7, iss. 1. — P. 18—43.
- Thomas Robson Hay. The Atlanta Campaign, Part II (англ.) // The Georgia Historical Quarterly. — Atlanta, GE: Georgia Historical Society, 1923. — Vol. 7, iss. 2. — P. 99—118.
- Secrist, Philip L. The Role Of Cavalry In The Atlanta Campaign, 1864 (англ.) // The Georgia Historical Quarterly. — Atlanta, GE: Georgia Historical Society, 1972. — Vol. 56, iss. 4. — P. 510—528.